# Oscar alla miglior attrice non protagonista
L'Oscar alla migliore attrice non protagonista (Academy Award for Best Supporting Actress) viene assegnato all'attrice che compare in un film in un ruolo non protagonista votata come migliore dall'Academy of Motion Picture Arts and Sciences, cioè l'ente che assegna gli Academy Awards, i celebri premi conosciuti in Italia come premi Oscar.

## Vincitrici e candidate
L'elenco mostra il vincitore di ogni anno, seguito dalle attrici che hanno ricevuto una nomination. Per ogni attrice viene indicato il titolo del film che le è valso la nomination, se possibile con il titolo in italiano. Gli anni indicati sono quelli in cui è stato assegnato il premio e non quello in cui è stato interpretato il film. Per maggiori informazioni si veda la voce Cerimonie dei premi Oscar.

### 1930
- 1937[1]

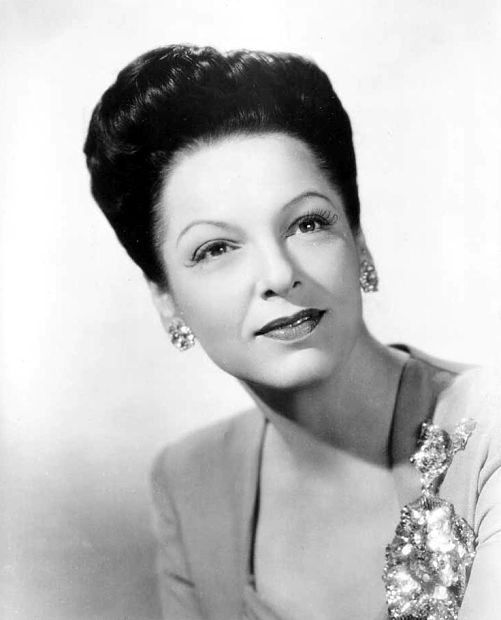
Gale Sondergaard, prima attrice ad aggiudicarsi il premio nel 1937.

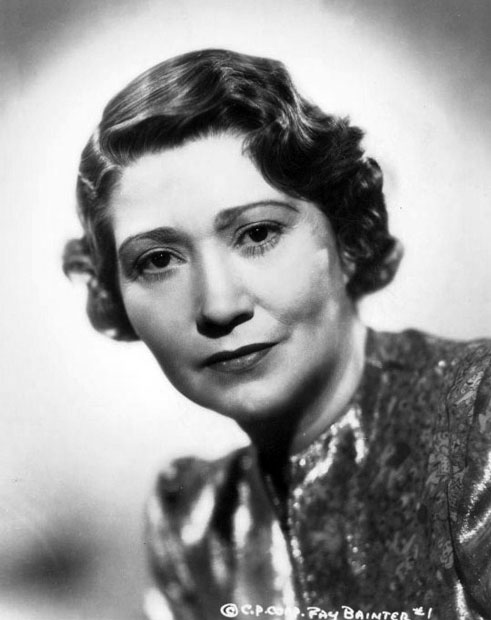
Fay Bainter, vincitrice nel 1939.

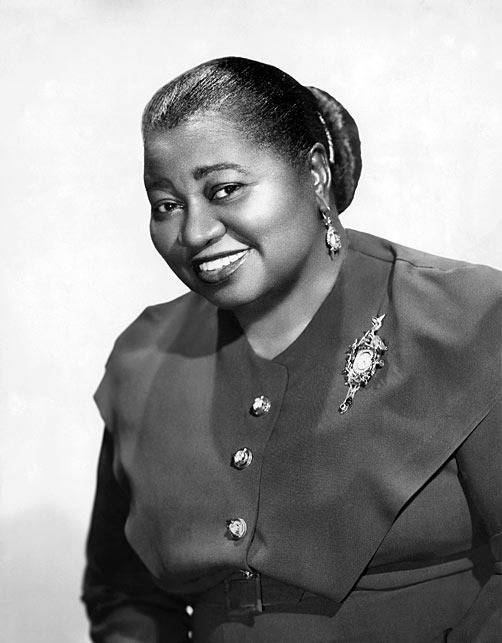
Hattie McDaniel, vincitrice nel 1940.

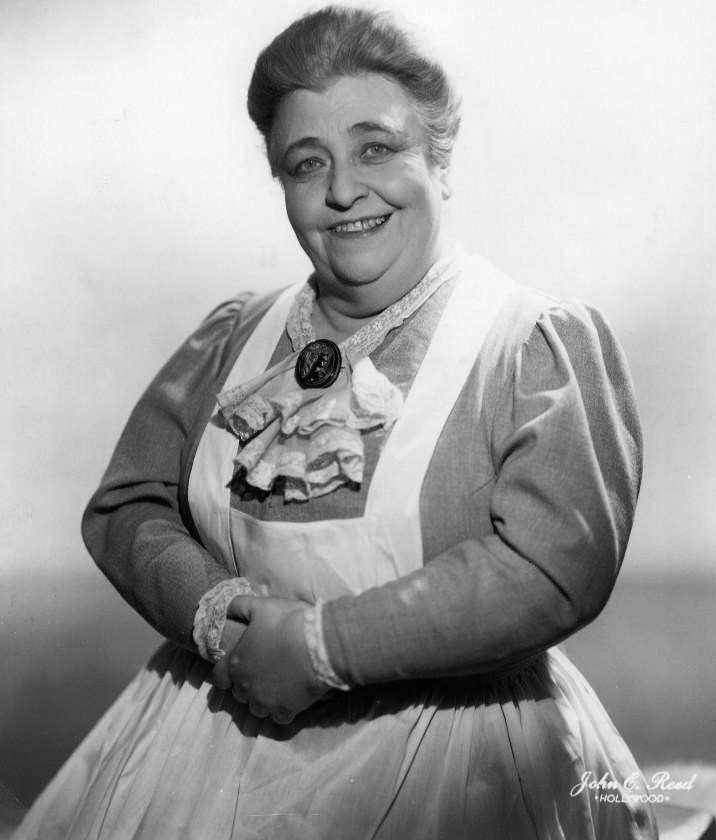
Jane Darwell, vincitrice nel 1941.

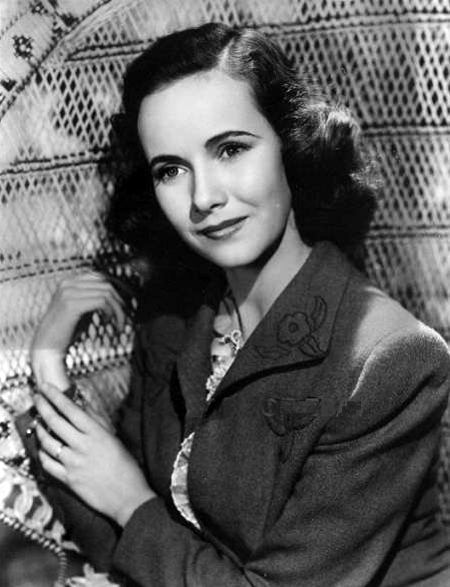
Teresa Wright, vincitrice nel 1943.

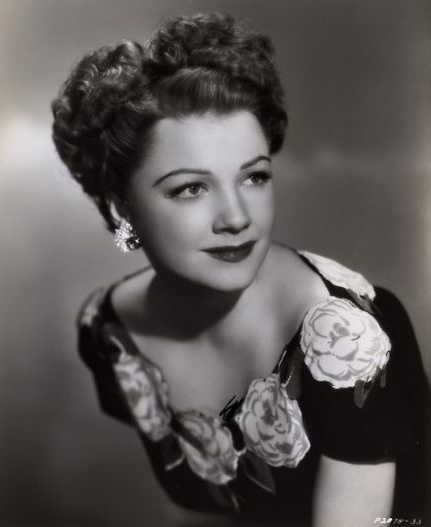
Anne Baxter, vincitrice nel 1947.

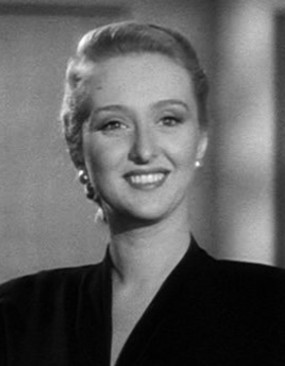
Celeste Holm, vincitrice nel 1948.

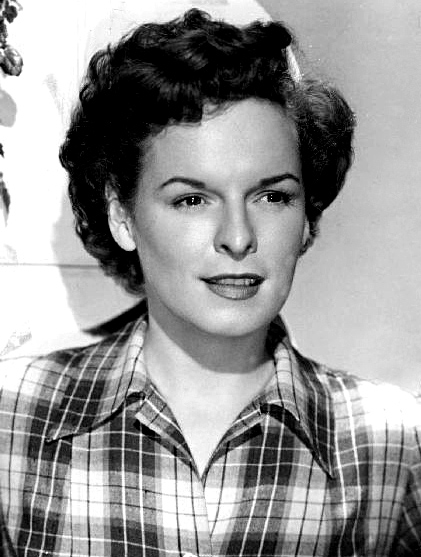
Mercedes McCambridge, vincitrice nel 1950.

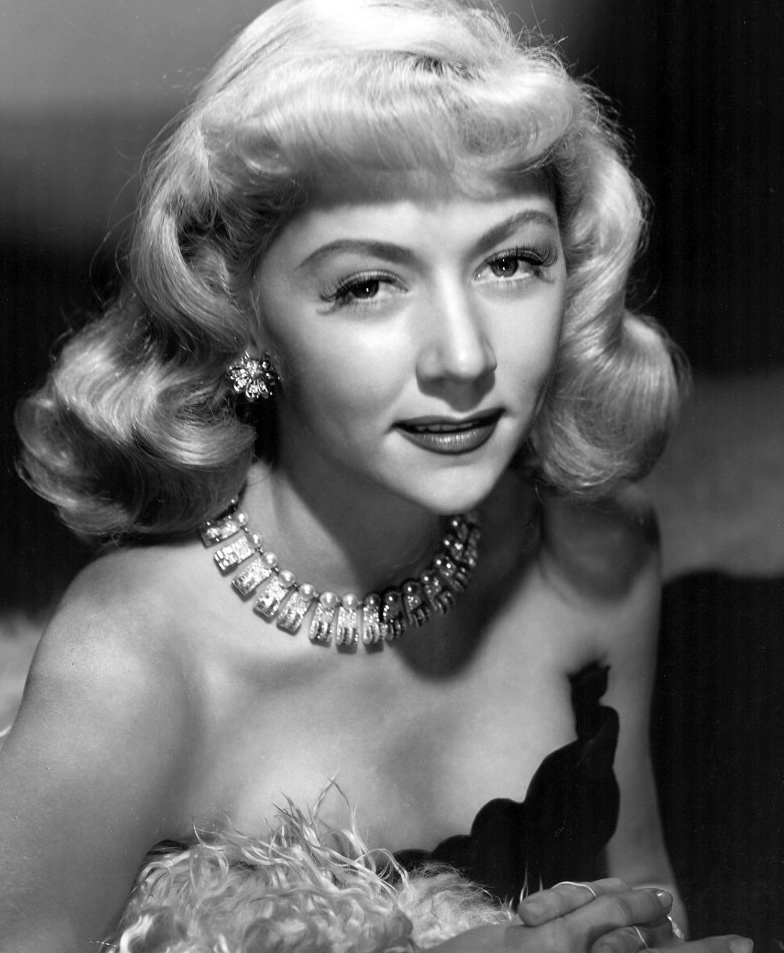
Gloria Grahame, vincitrice nel 1953.

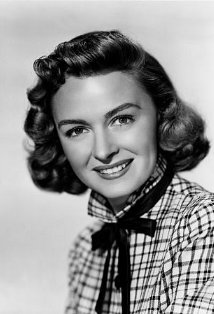
Donna Reed, vincitrice nel 1954.

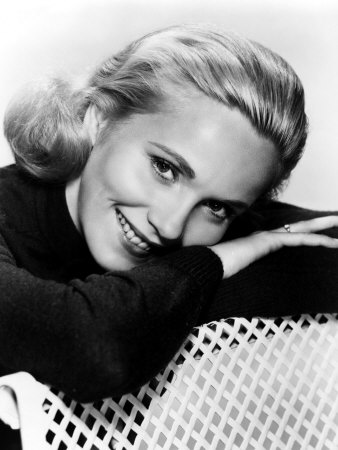
Eva Marie Saint, vincitrice nel 1955.

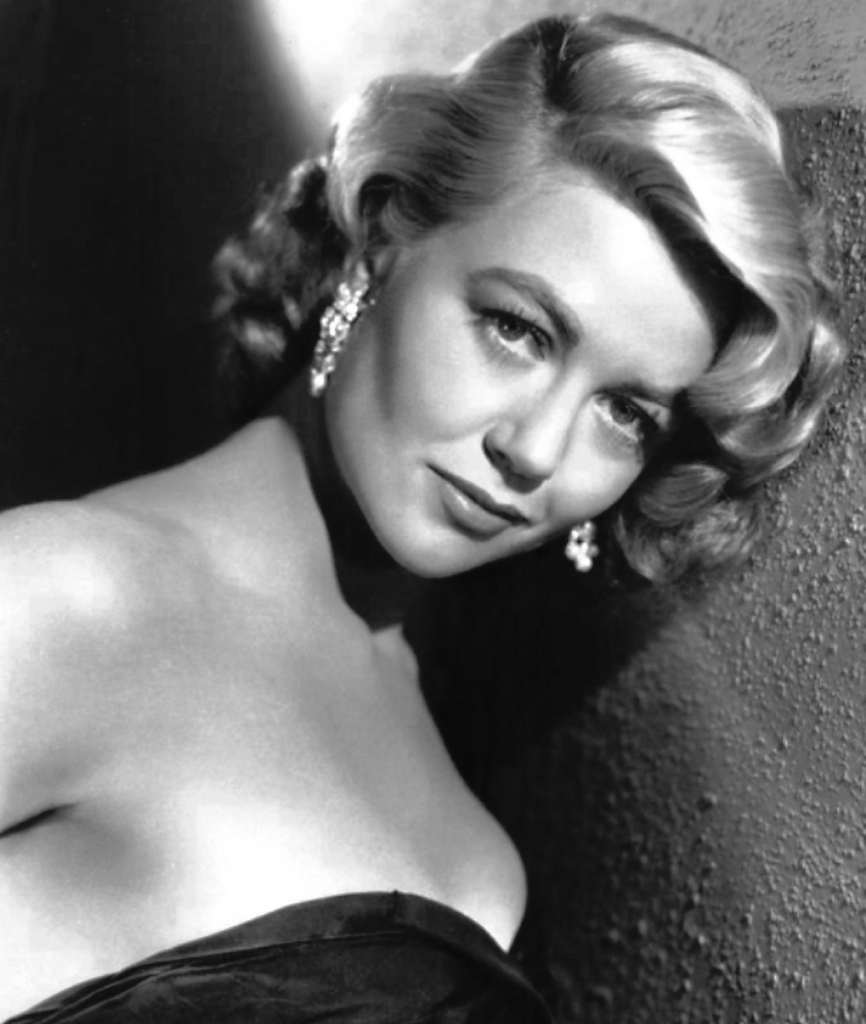
Dorothy Malone, vincitrice nel 1957.

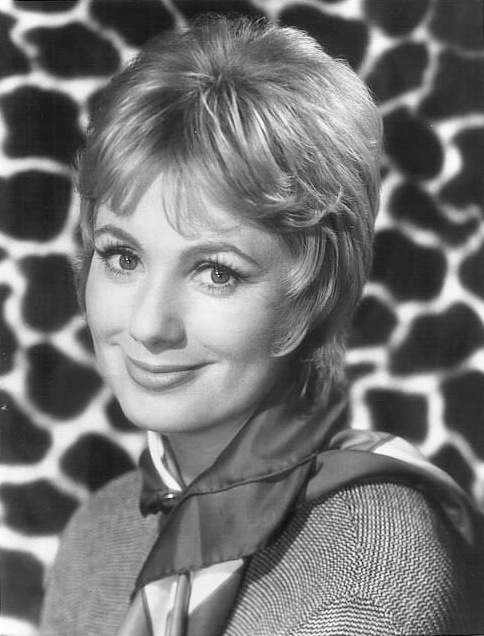
Shirley Jones, vincitrice nel 1961.

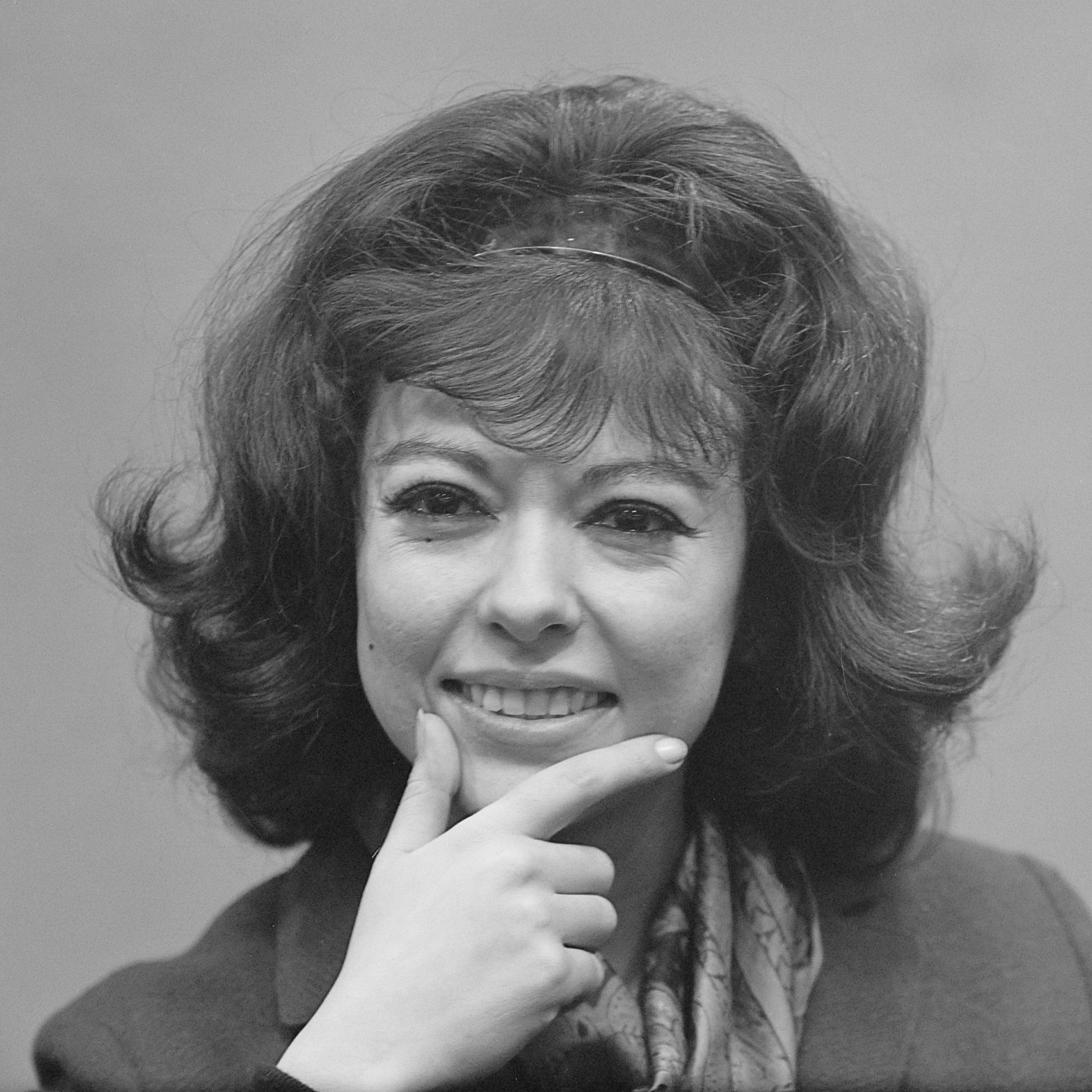
Rita Moreno, vincitrice nel 1962.

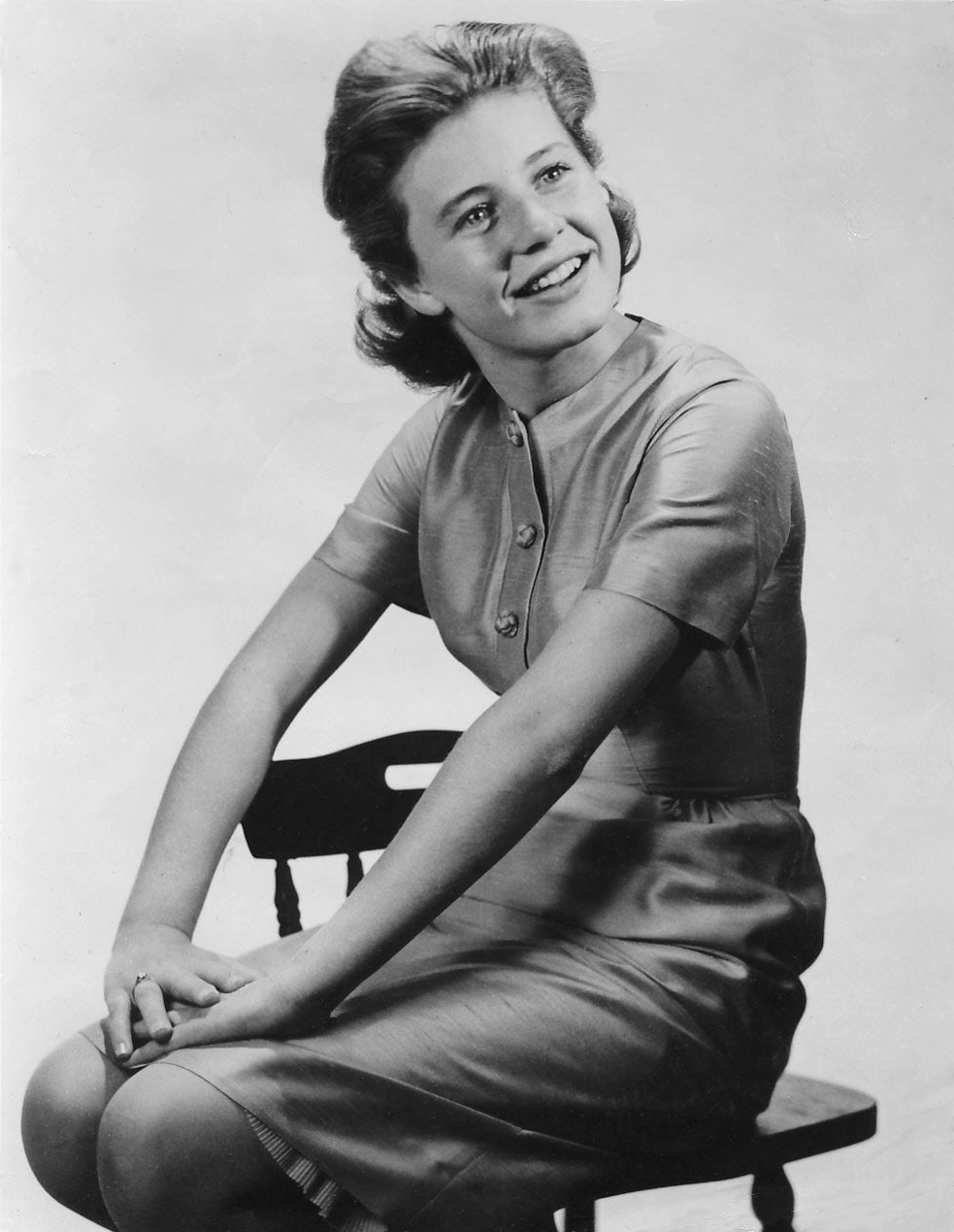
Patty Duke, vincitrice nel 1963.

Margaret Rutherford, vincitrice nel 1964.

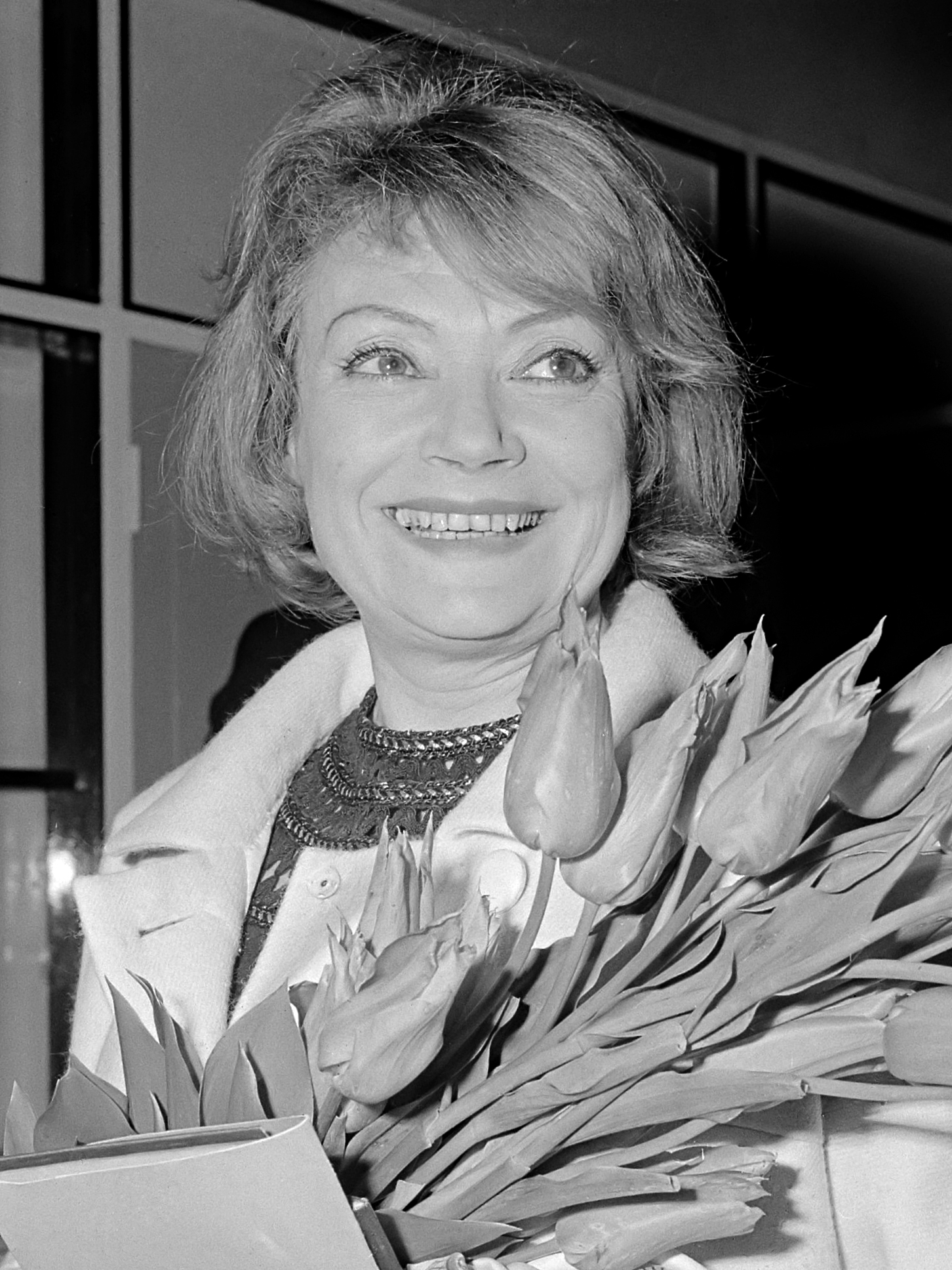
Lila Kedrova, vincitrice nel 1965.

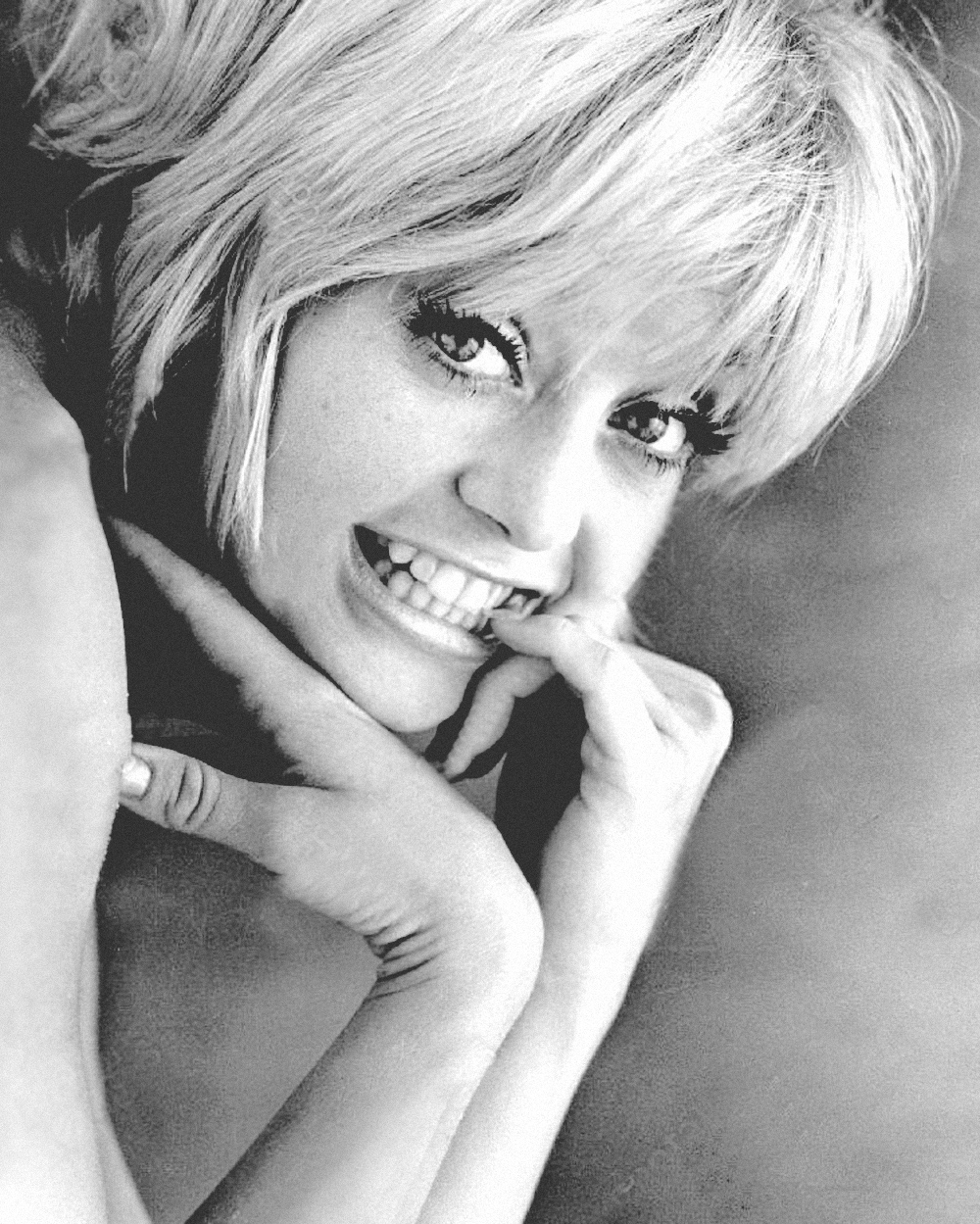
Goldie Hawn, vincitrice nel 1970.

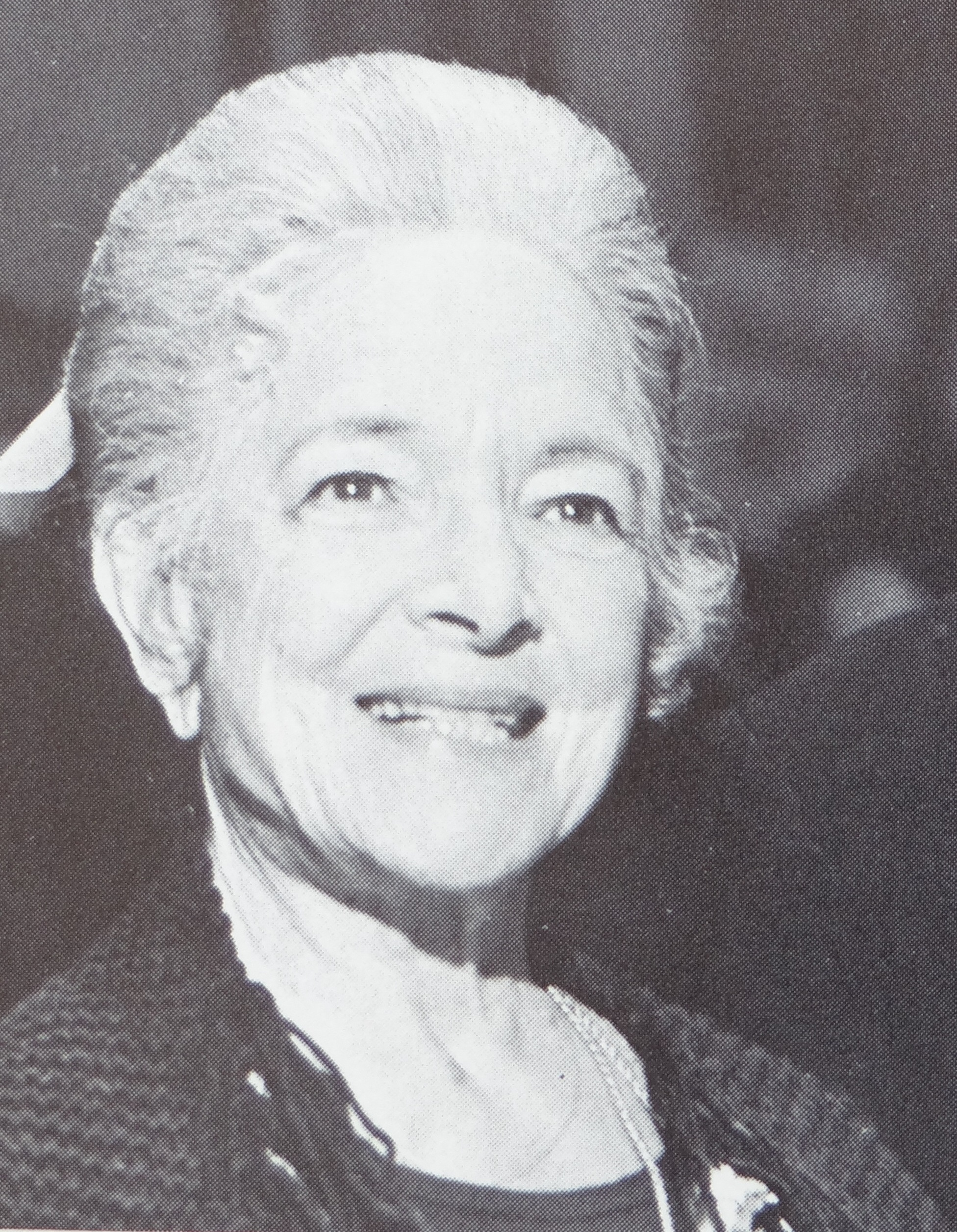
Helen Hayes, vincitrice nel 1971.

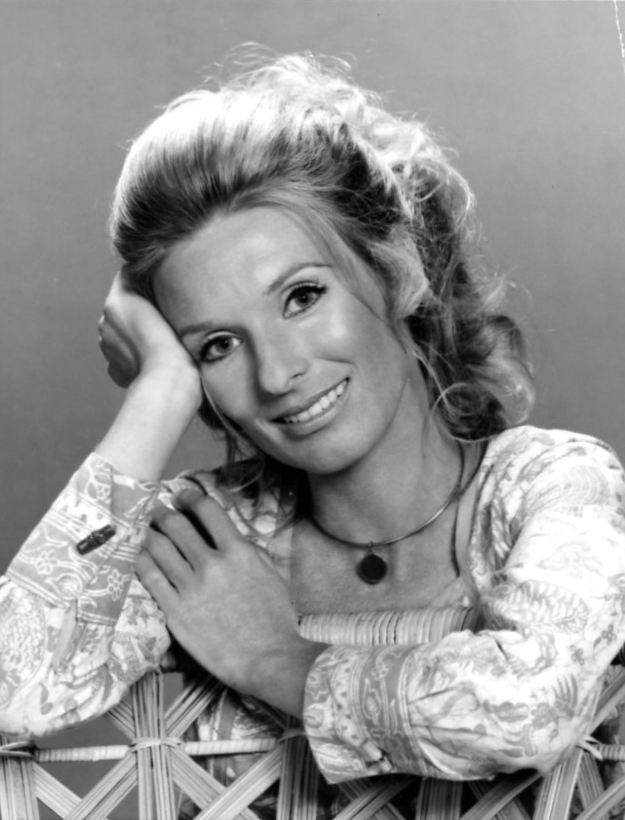
Cloris Leachman, vincitrice nel 1972.

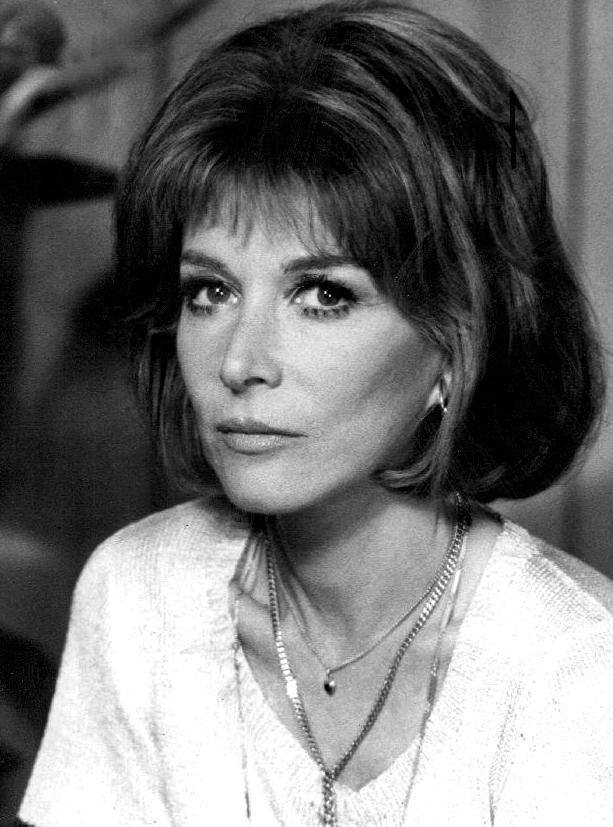
Lee Grant, vincitrice nel 1976.

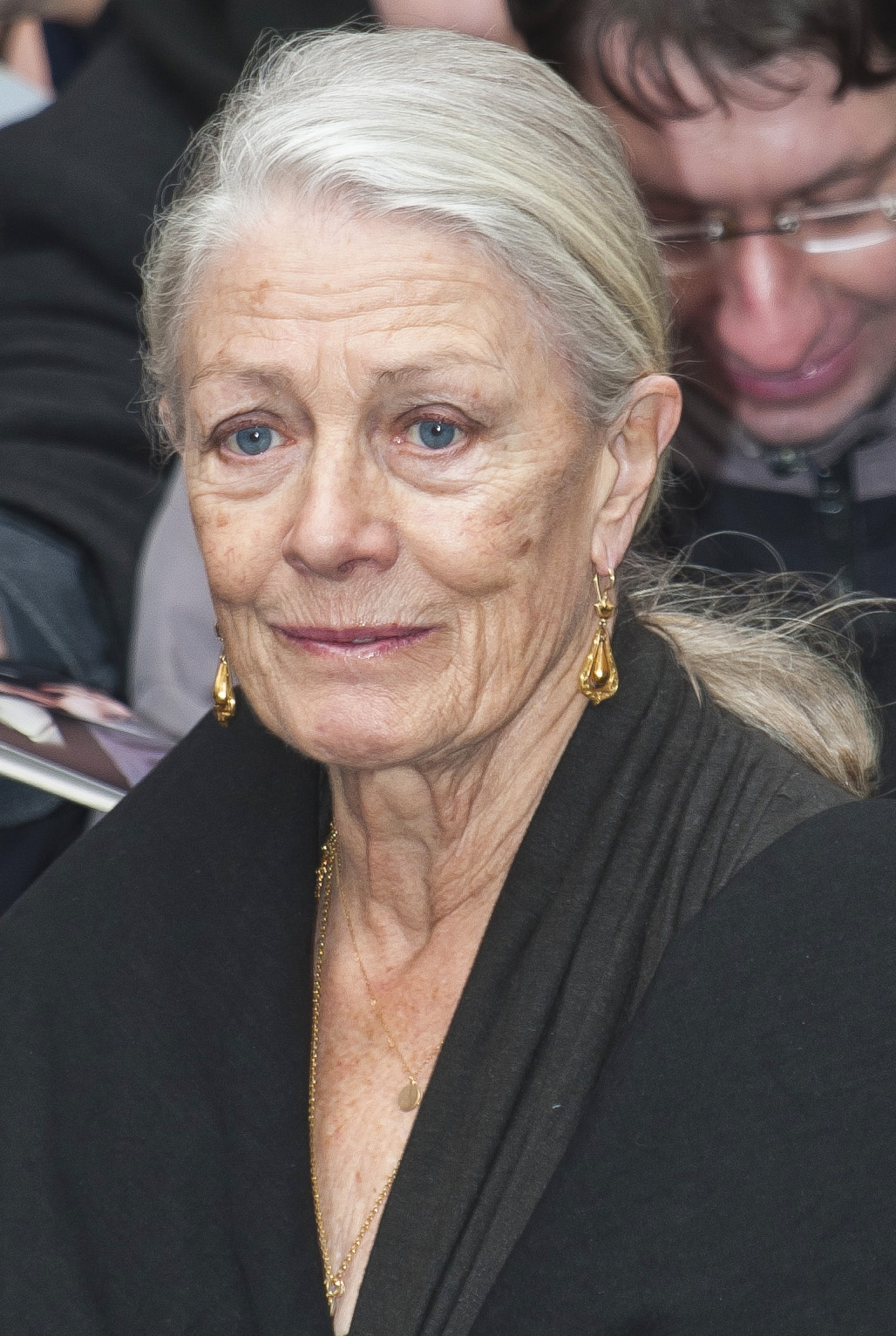
Vanessa Redgrave, vincitrice nel 1978.

  - Gale Sondergaard - Avorio nero (Anthony Adverse)
  - Beulah Bondi - Troppo amata (The Gorgeous Hussy)
  - Alice Brady - L'impareggiabile Godfrey (My Man Godfrey)
  - Bonita Granville - La calunnia (These Three)
  - Marija Uspenskaja - Infedeltà (Dodsworth)
- 1938[2]
  - Alice Brady - L'incendio di Chicago (In Old Chicago)
  - Andrea Leeds - Palcoscenico (Stage Door)
  - Anne Shirley - Amore sublime (Stella Dallas)
  - Claire Trevor - Strada sbarrata (Dead End)
  - May Whitty - Notturno tragico (Night Must Fall)
- 1939[3]
  - Fay Bainter - Figlia del vento (Jezebel)
  - Beulah Bondi - Cuori umani (Of Human Hearts)
  - Billie Burke - Gioia di vivere (Merrily We Live)
  - Spring Byington - L'eterna illusione (You Can't Take It with You)
  - Miliza Korjus - Il grande valzer (The Great Waltz)

### 1940
- 1940[4]
  - Hattie McDaniel - Via col vento (Gone with the Wind)
  - Olivia de Havilland - Via col vento (Gone with the Wind)
  - Geraldine Fitzgerald - La voce nella tempesta (Wuthering Heights)
  - Edna May Oliver - La più grande avventura (Drums along the Mohawk)
  - Marija Uspenskaja - Un grande amore (Love Affair)
- 1941[5]
  - Jane Darwell - Furore (The Grapes of Wrath)
  - Judith Anderson - Rebecca - La prima moglie (Rebecca)
  - Ruth Hussey - Scandalo a Filadelfia (The Philadelphia Story)
  - Barbara O'Neil - Paradiso proibito (All This, and Heaven Too)
  - Marjorie Rambeau - Piccolo porto (Primrose Path)
- 1942[6]
  - Mary Astor - La grande menzogna (The Great Lie)
  - Sara Allgood - Com'era verde la mia valle (How Green Was My Valley)
  - Patricia Collinge - Piccole volpi (The Little Foxes)
  - Teresa Wright - Piccole volpi (The Little Foxes)
  - Margaret Wycherly - Il sergente York (Sergeant York)
- 1943[7]
  - Teresa Wright - La signora Miniver (Mrs. Miniver)
  - Gladys Cooper - Perdutamente tua (Now, Voyager)
  - Agnes Moorehead - L'orgoglio degli Amberson (The Magnificent Ambersons)
  - Susan Peters - Prigionieri del passato (Random Harvest)
  - May Whitty - La signora Miniver (Mrs. Miniver)
- 1944[8]
  - Katina Paxinou - Per chi suona la campana (For Whom the Bell Tolls)
  - Gladys Cooper - Bernadette (The Song of Bernadette)
  - Paulette Goddard - Sorelle in armi (So Proudly We Hail!)
  - Anne Revere - Bernadette (The Song of Bernadette)
  - Lucile Watson - Quando il giorno verrà (Watch on the Rhine)
- 1945[9]
  - Ethel Barrymore - Il ribelle (None but the Lonely Heart)
  - Jennifer Jones - Da quando te ne andasti (Since You Went Away)
  - Angela Lansbury - Angoscia (Gaslight)
  - Aline MacMahon - La stirpe del drago (Dragon Seed)
  - Agnes Moorehead - La signora Parkington (Mrs. Parkington)
- 1946[10]
  - Anne Revere - Gran Premio (National Velvet)
  - Eve Arden - Il romanzo di Mildred (Mildred Pierce)
  - Ann Blyth - Il romanzo di Mildred (Mildred Pierce)
  - Angela Lansbury - Il ritratto di Dorian Gray (The Picture of Dorian Gray)
  - Joan Lorring - Il grano è verde (The Corn Is Green)
- 1947[11]
  - Anne Baxter - Il filo del rasoio (The Razor's Edge)
  - Ethel Barrymore - La scala a chiocciola (The Spiral Staircase)
  - Lillian Gish - Duello al sole (Duel in the Sun)
  - Flora Robson - Saratoga (Saratoga Trunk)
  - Gale Sondergaard - Anna e il re del Siam (Anna and the King of Siam)
- 1948[12]
  - Celeste Holm - Barriera invisibile (Gentleman's Agreement)
  - Ethel Barrymore - Il caso Paradine (The Paradine Case)
  - Gloria Grahame - Odio implacabile (Crossfire)
  - Marjorie Main - Io e l'uovo (The Egg and I)
  - Anne Revere - Barriera invisibile (Gentleman's Agreement)
- 1949[13]
  - Claire Trevor - L'isola di corallo (Key Largo)
  - Barbara Bel Geddes - Mamma ti ricordo (I Remember Mama)
  - Ellen Corby - Mamma ti ricordo (I Remember Mama)
  - Agnes Moorehead - Johnny Belinda
  - Jean Simmons - Amleto (Hamlet)

### 1950
- 1950[14]
  - Mercedes McCambridge - Tutti gli uomini del re (All the King's Men)
  - Ethel Barrymore - Pinky, la negra bianca (Pinky)
  - Celeste Holm - Le due suore (Come to the Stable)
  - Elsa Lanchester - Le due suore (Come to the Stable)
  - Ethel Waters - Pinky, la negra bianca (Pinky)
- 1951[15]
  - Josephine Hull - Harvey
  - Hope Emerson - Prima colpa (Caged)
  - Celeste Holm - Eva contro Eva (All about Eve)
  - Nancy Olson - Viale del tramonto (Sunset Blvd.)
  - Thelma Ritter - Eva contro Eva (All about Eve)
- 1952[16]
  - Kim Hunter - Un tram che si chiama Desiderio (A Streetcar Named Desire)
  - Joan Blondell - Più forte dell'amore (The Blue Veil)
  - Mildred Dunnock - Morte di un commesso viaggiatore (Death of a Salesman)
  - Lee Grant - Pietà per i giusti (Detective Story)
  - Thelma Ritter - La madre dello sposo (The Mating Season)
- 1953[17]
  - Gloria Grahame - Il bruto e la bella (The Bad and the Beautiful)
  - Jean Hagen - Cantando sotto la pioggia (Singin' in the Rain)
  - Colette Marchand - Moulin Rouge
  - Terry Moore - Torna, piccola Sheba (Come Back, Little Sheba)
  - Thelma Ritter - La dominatrice del destino (With a Song in My Heart)
- 1954[18]
  - Donna Reed - Da qui all'eternità (From Here to Eternity)
  - Grace Kelly - Mogambo
  - Geraldine Page - Hondo
  - Marjorie Rambeau - La maschera e il cuore (Torch Song)
  - Thelma Ritter - Mano pericolosa (Pickup on South Street)
- 1955[19]
  - Eva Marie Saint - Fronte del porto (On the Waterfront)
  - Nina Foch - La sete del potere (Executive Suite)
  - Katy Jurado - La lancia che uccide (Broken Lance)
  - Jan Sterling - Prigionieri del cielo (The High and the Mighty)
  - Claire Trevor - Prigionieri del cielo (The High and the Mighty)
- 1956[20]
  - Jo Van Fleet - La valle dell'Eden (East of Eden)
  - Betsy Blair - Marty, vita di un timido (Marty)
  - Peggy Lee - Tempo di furore (Pete Kelly's Blues)
  - Marisa Pavan - La rosa tatuata (The Rose Tattoo)
  - Natalie Wood - Gioventù bruciata (Rebel without a Cause)
- 1957[21]
  - Dorothy Malone - Come le foglie al vento (Written on the Wind)
  - Mildred Dunnock - Baby Doll - La bambola viva (Baby Doll)
  - Eileen Heckart - Il giglio nero (The Bad Seed)
  - Mercedes McCambridge - Il gigante (Giant)
  - Patty McCormack - Il giglio nero (The Bad Seed)
- 1958[22]
  - Miyoshi Umeki - Sayonara (Sayonara)
  - Carolyn Jones - La notte dello scapolo (The Bachelor Party)
  - Elsa Lanchester - Testimone d'accusa (Witness for the Prosecution)
  - Hope Lange - I peccatori di Peyton (Peyton Place)
  - Diane Varsi - I peccatori di Peyton (Peyton Place)
- 1959[23]
  - Wendy Hiller - Tavole separate (Separate Tables)
  - Peggy Cass - La signora mia zia (Auntie Mame)
  - Martha Hyer - Qualcuno verrà (Some Came Running)
  - Maureen Stapleton - Non desiderare la donna d'altri (Lonelyhearts)
  - Cara Williams - La parete di fango (The Defiant Ones)

### 1960
- 1960[24]
  - Shelley Winters - Il diario di Anna Frank (The Diary of Anne Frank)
  - Hermione Baddeley - La strada dei quartieri alti (Room at the Top)
  - Susan Kohner - Lo specchio della vita (Imitation of Life)
  - Juanita Moore - Lo specchio della vita (Imitation of Life)
  - Thelma Ritter - Il letto racconta... (Pillow Talk)
- 1961[25]
  - Shirley Jones - Il figlio di Giuda (Elmer Gantry)
  - Glynis Johns - I nomadi (The Sundowners)
  - Shirley Knight - Il buio in cima alle scale (The Dark at the Top of the Stairs)
  - Janet Leigh - Psyco (Psycho)
  - Mary Ure - Figli e amanti (Sons and Lovers)
- 1962[26]
  - Rita Moreno - West Side Story
  - Fay Bainter - Quelle due (The Children's Hour)
  - Judy Garland - Vincitori e vinti (Judgment at Nuremberg)
  - Lotte Lenya - La primavera romana della signora Stone (The Roman Spring of Mrs. Stone)
  - Una Merkel - Estate e fumo (Summer and Smoke)
- 1963[27]
  - Patty Duke - Anna dei miracoli (The Miracle Worker)
  - Mary Badham - Il buio oltre la siepe (To Kill a Mockingbird)
  - Shirley Knight - La dolce ala della giovinezza (Sweet Bird of Youth)
  - Angela Lansbury - Va' e uccidi (The Manchurian Candidate)
  - Thelma Ritter - L'uomo di Alcatraz (Birdman of Alcatraz)
- 1964[28]
  - Margaret Rutherford - International Hotel (The V.I.P.s)
  - Diane Cilento - Tom Jones
  - Edith Evans - Tom Jones
  - Joyce Redman - Tom Jones
  - Lilia Skala - I gigli del campo (Lilies of the Field)
- 1965[29]
  - Lila Kedrova - Zorba il greco (Alexis Zorbas)
  - Gladys Cooper - My Fair Lady
  - Edith Evans - Il giardino di gesso (The Chalk Garden)
  - Grayson Hall - La notte dell'iguana (The Night of the Iguana)
  - Agnes Moorehead - Piano... piano, dolce Carlotta (Hush...Hush, Sweet Charlotte)
- 1966[30]
  - Shelley Winters - Incontro al Central Park (A Patch of Blue)
  - Ruth Gordon - Lo strano mondo di Daisy Clover (Inside Daisy Clover)
  - Joyce Redman - Otello (Othello)
  - Maggie Smith - Otello (Othello)
  - Peggy Wood - Tutti insieme appassionatamente (The Sound of Music)
- 1967[31]
  - Sandy Dennis - Chi ha paura di Virginia Woolf? (Who's Afraid of Virginia Woolf?)
  - Wendy Hiller - Un uomo per tutte le stagioni (A Man for All Seasons)
  - Jocelyne LaGarde - Hawaii
  - Vivien Merchant - Alfie
  - Geraldine Page - Buttati Bernardo! (You're a Big Boy Now)
- 1968[32]
  - Estelle Parsons - Gangster Story (Bonnie and Clyde)
  - Carol Channing - Millie (Thoroughly Modern Millie)
  - Mildred Natwick - A piedi nudi nel parco (Barefoot in the Park)
  - Beah Richards - Indovina chi viene a cena? (Guess Who's Coming to Dinner)
  - Katharine Ross - Il laureato (The Graduate)
- 1969[33]
  - Ruth Gordon - Rosemary's Baby - Nastro rosso a New York (Rosemary's Baby)
  - Lynn Carlin - Volti (Faces)
  - Sondra Locke - L'urlo del silenzio (The Heart Is a Lonely Hunter)
  - Kay Medford - Funny Girl
  - Estelle Parsons - La prima volta di Jennifer (Rachel, Rachel)

### 1970
- 1970[34]
  - Goldie Hawn - Fiore di cactus (Cactus Flower)
  - Catherine Burns - I brevi giorni selvaggi (Last Summer)
  - Dyan Cannon - Bob & Carol & Ted & Alice
  - Sylvia Miles - Un uomo da marciapiede (Midnight Cowboy)
  - Susannah York - Non si uccidono così anche i cavalli? (They Shoot Horses, Don't They?)
- 1971[35]
  - Helen Hayes - Airport
  - Karen Black - Cinque pezzi facili (Five Easy Pieces)
  - Lee Grant - Il padrone di casa (The Landlord)
  - Sally Kellerman - M*A*S*H
  - Maureen Stapleton - Airport
- 1972[36]
  - Cloris Leachman - L'ultimo spettacolo (The Last Picture Show)
  - Ann-Margret - Conoscenza carnale (Carnal Knowledge)
  - Ellen Burstyn - L'ultimo spettacolo (The Last Picture Show)
  - Barbara Harris - Chi è Harry Kellerman e perché parla male di me? (Who Is Harry Kellerman and Why Is He Saying Those Terrible Things about Me?)
  - Margaret Leighton - Messaggero d'amore (The Go-Between)
- 1973[37]
  - Eileen Heckart - Le farfalle sono libere (Butterflies Are Free)
  - Jeannie Berlin - Il rompicuori (The Heartbreak Kid)
  - Geraldine Page - Un marito per Tillie (Pete 'n' Tillie)
  - Susan Tyrrell - Città amara - Fat City (Fat City)
  - Shelley Winters - L'avventura del Poseidon (The Poseidon Adventure)
- 1974[38]
  - Tatum O'Neal - Paper Moon - Luna di carta (Paper Moon)
  - Linda Blair - L'esorcista (The Exorcist)
  - Candy Clark - American Graffiti
  - Madeline Kahn - Paper Moon - Luna di carta (Paper Moon)
  - Sylvia Sidney - Summer Wishes, Winter Dreams
- 1975[39]
  - Ingrid Bergman - Assassinio sull'Orient Express (Murder on the Orient Express)
  - Valentina Cortese - Effetto notte (La nuit américaine)
  - Madeline Kahn - Mezzogiorno e mezzo di fuoco (Blazing Saddles)
  - Diane Ladd - Alice non abita più qui (Alice Doesn't Live Here Anymore)
  - Talia Shire - Il padrino - Parte II (The Godfather: Part II)
- 1976[40]
  - Lee Grant - Shampoo
  - Ronee Blakley - Nashville
  - Sylvia Miles - Marlowe, il poliziotto privato (Farewell, My Lovely)
  - Lily Tomlin - Nashville
  - Brenda Vaccaro - Una volta non basta (Jacqueline Susann's Once Is Not Enough)
- 1977[41]
  - Beatrice Straight - Quinto potere (Network)
  - Jane Alexander - Tutti gli uomini del presidente (All the President's Men)
  - Jodie Foster - Taxi Driver
  - Lee Grant - La nave dei dannati (Voyage of the Damned)
  - Piper Laurie - Carrie - Lo sguardo di Satana (Carrie)
- 1978[42]
  - Vanessa Redgrave - Giulia (Julia)
  - Leslie Browne - Due vite, una svolta (The Turning Point)
  - Quinn Cummings - Goodbye amore mio! (The Goodbye Girl)
  - Melinda Dillon - Incontri ravvicinati del terzo tipo (Close Encounters of the Third Kind)
  - Tuesday Weld - In cerca di Mr. Goodbar (Looking for Mr. Goodbar)
- 1979[43]
  - Maggie Smith - California Suite (California Suite)
  - Dyan Cannon - Il paradiso può attendere (Heaven Can Wait)
  - Penelope Milford - Tornando a casa (Coming Home)
  - Maureen Stapleton - Interiors
  - Meryl Streep - Il cacciatore (The Deer Hunter)

### 1980
- 1980[44]

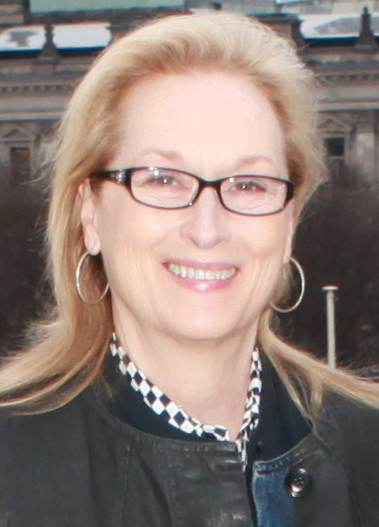
Meryl Streep, vincitrice nel 1980.

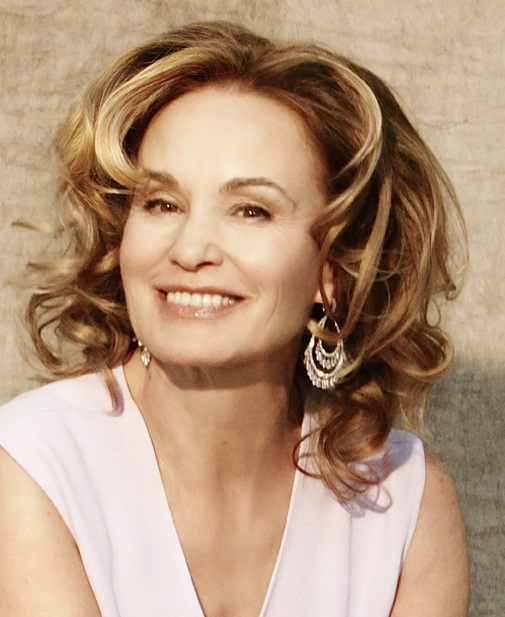
Jessica Lange, vincitrice nel 1983.

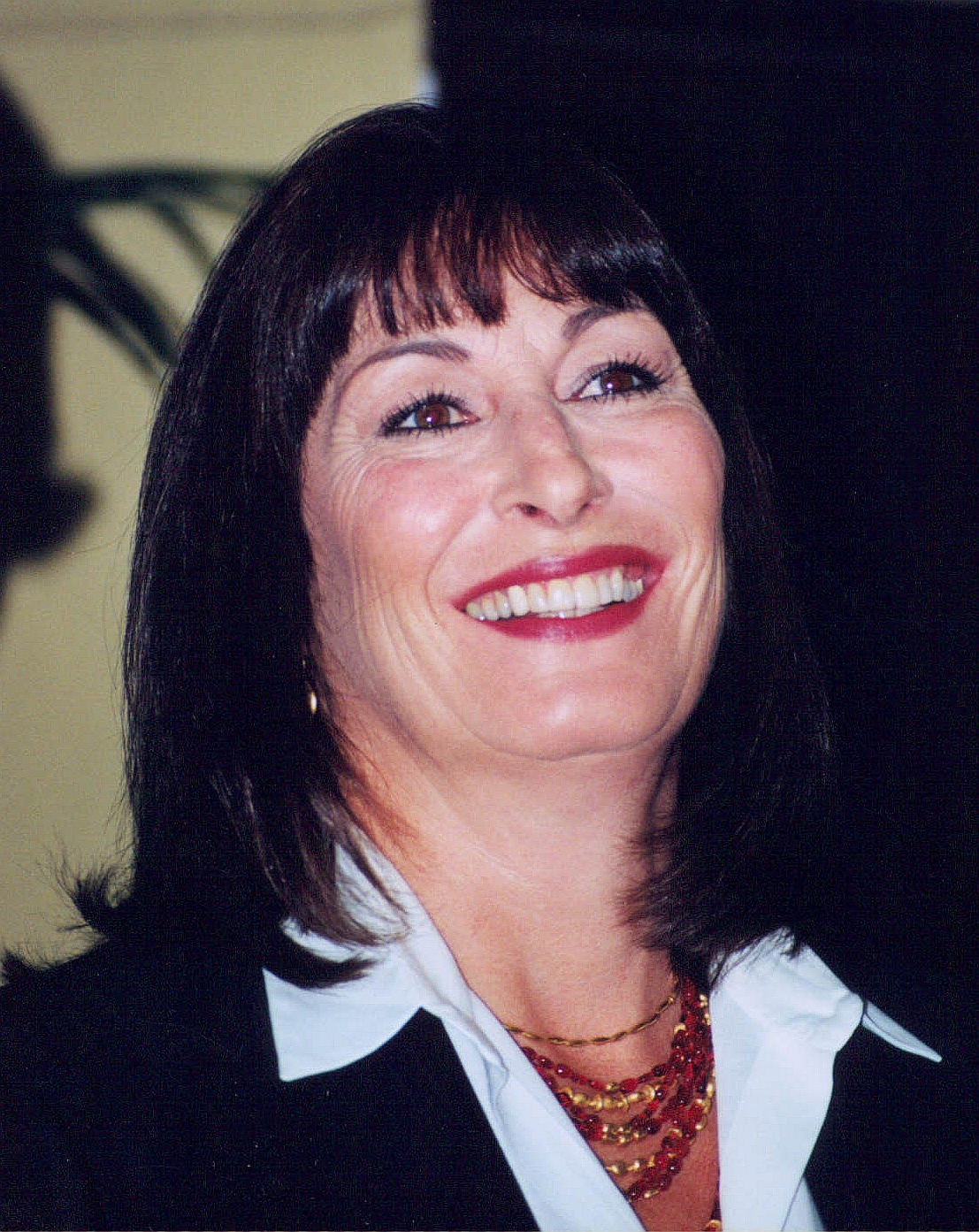
Anjelica Huston, vincitrice nel 1986.

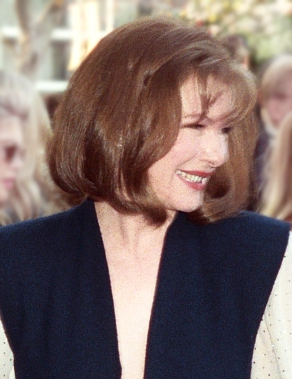
Dianne Wiest, vincitrice nel 1987 e nel 1995.

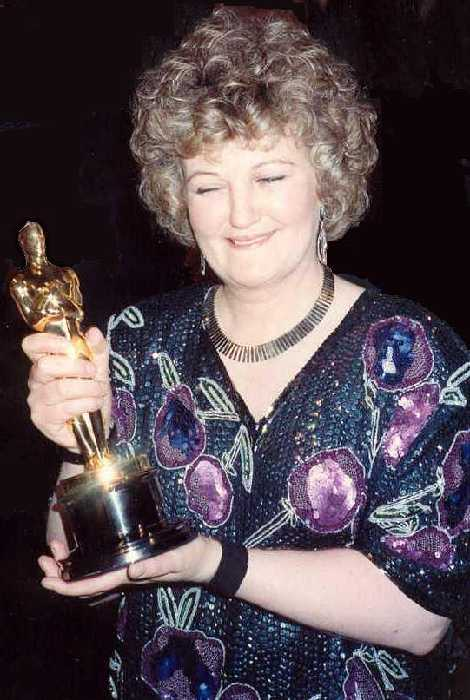
Brenda Fricker, vincitrice nel 1990.

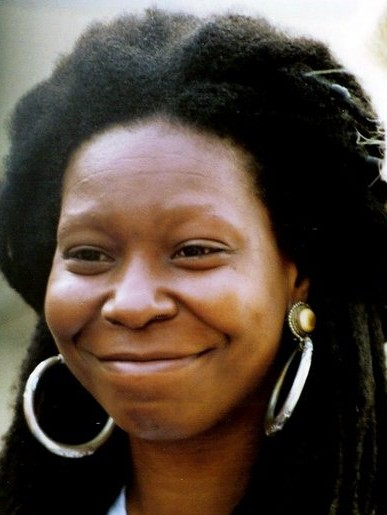
Whoopi Goldberg, vincitrice nel 1991.

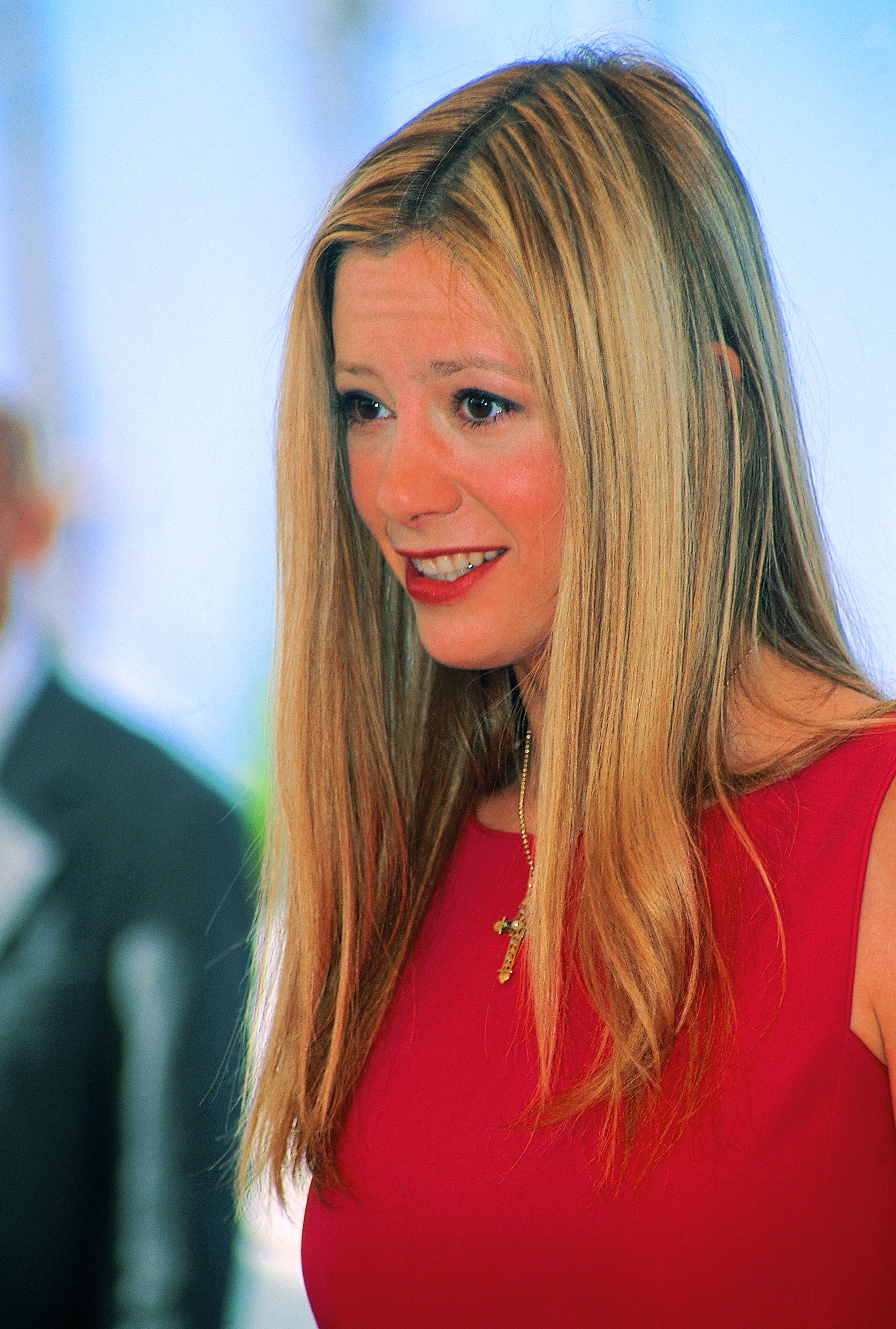
Mira Sorvino, vincitrice nel 1996.

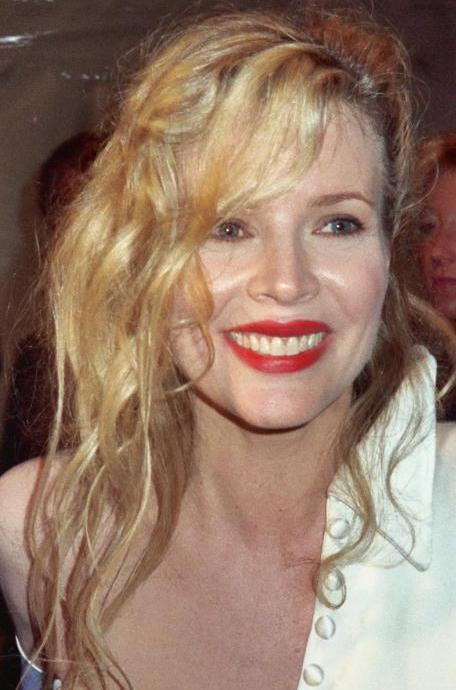
Kim Basinger, vincitrice nel 1998.

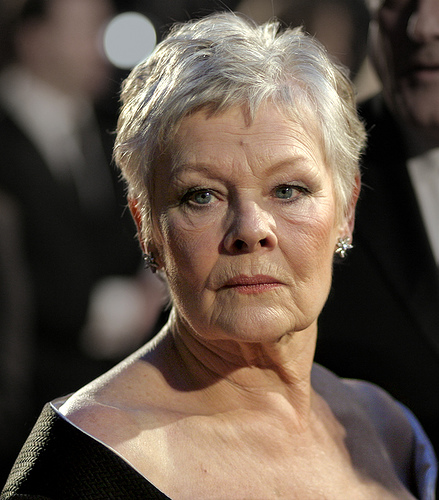
Judi Dench, vincitrice nel 1999.

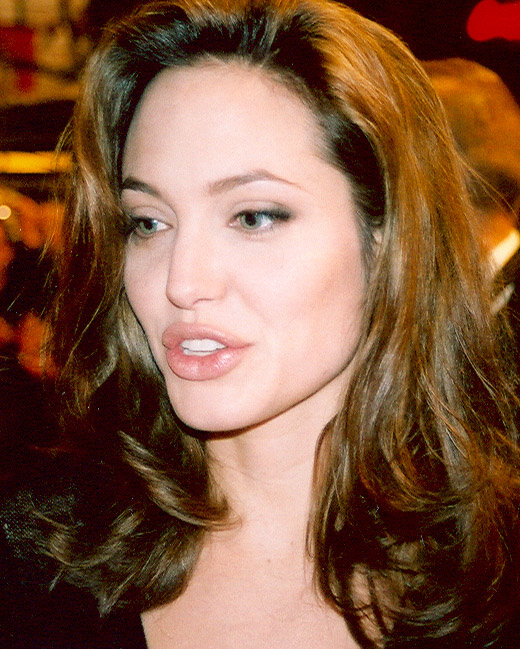
Angelina Jolie, vincitrice nel 2000.

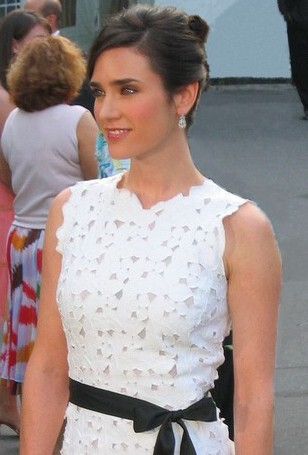
Jennifer Connelly, vincitrice nel 2002.

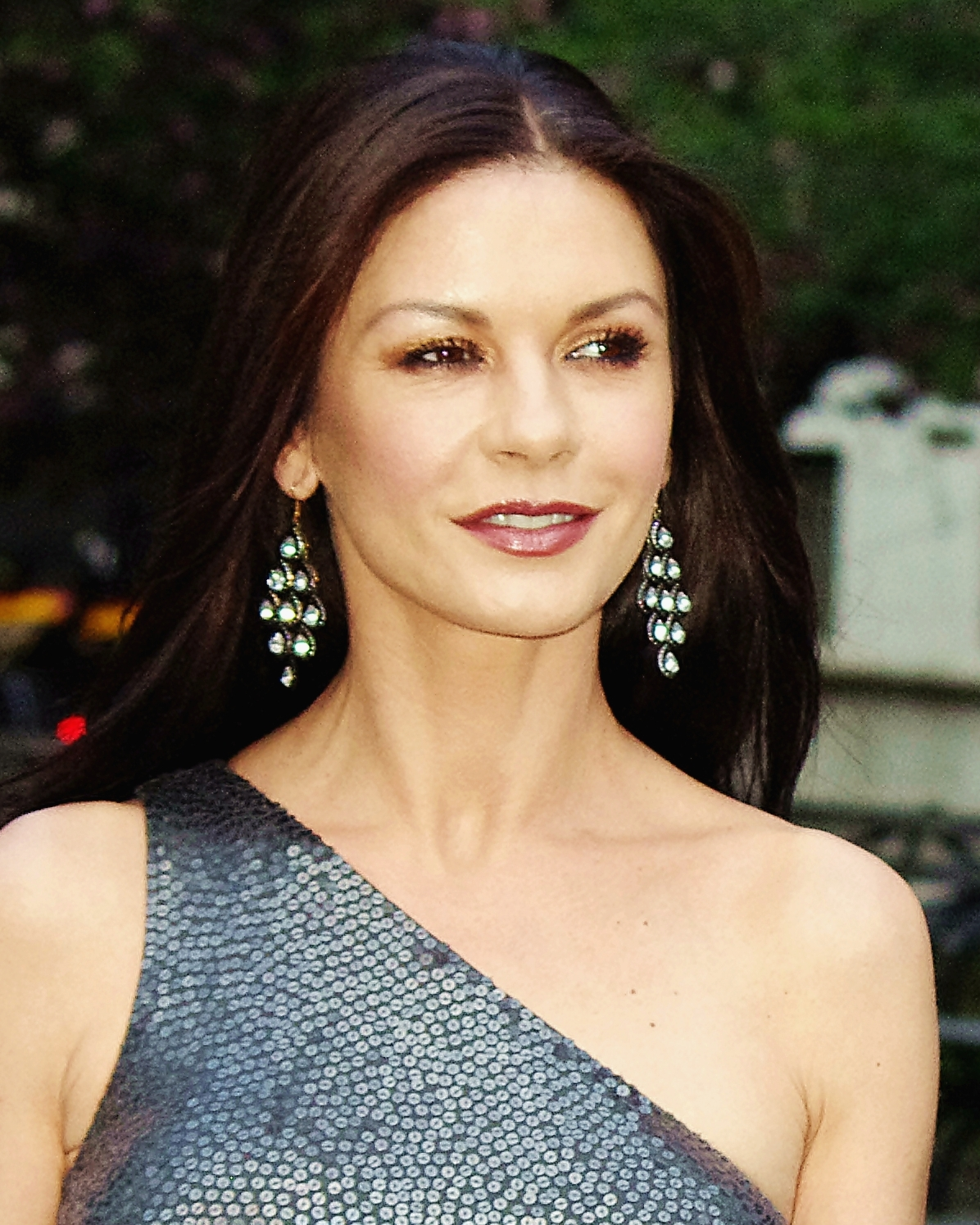
Catherine Zeta-Jones, vincitrice nel 2003.

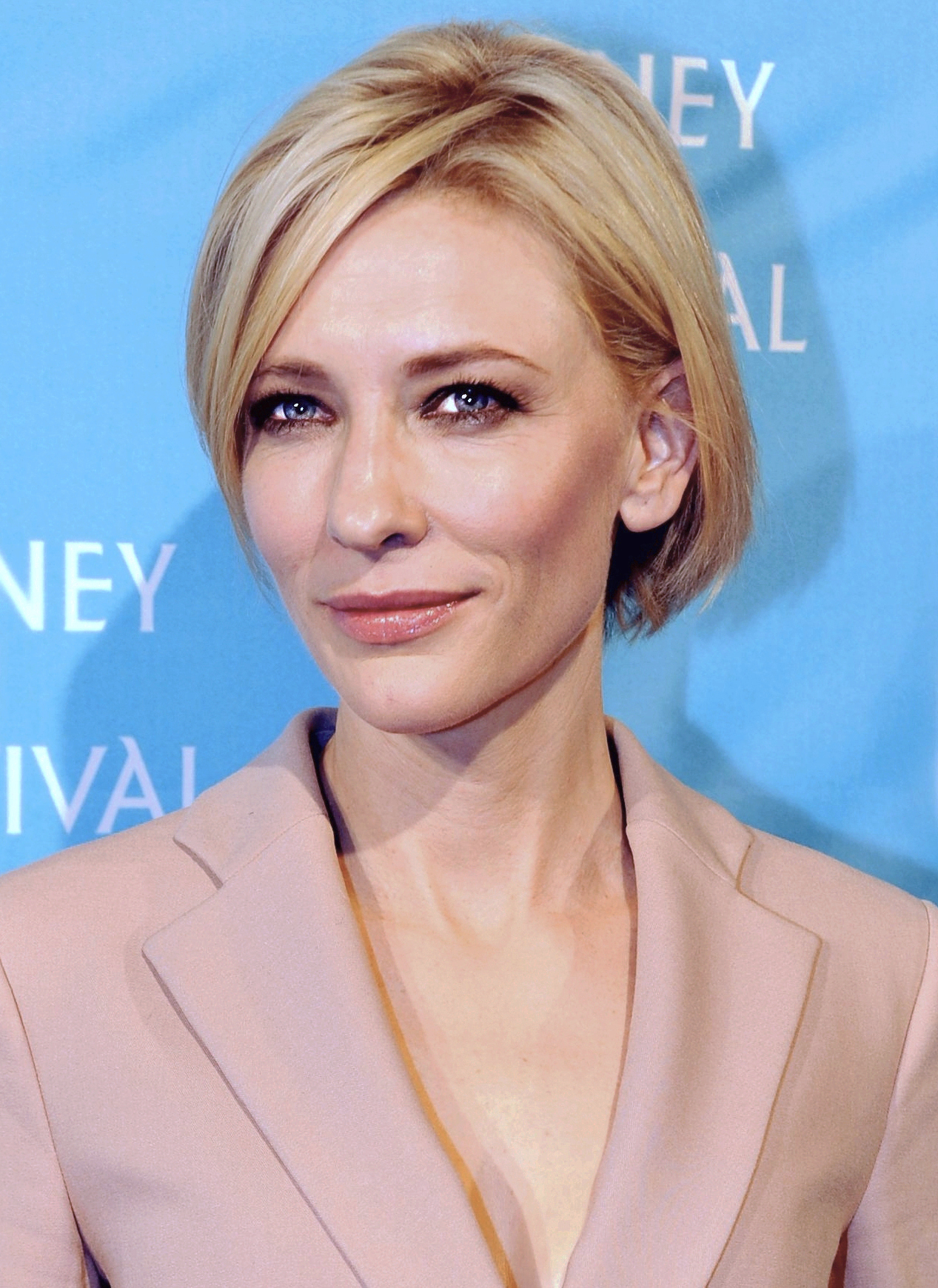
Cate Blanchett, vincitrice nel 2005.

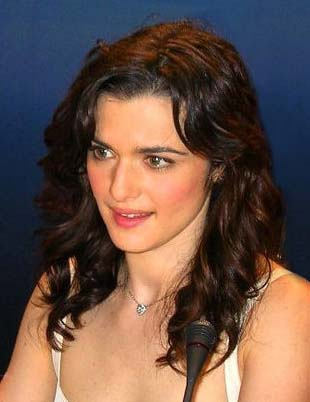
Rachel Weisz, vincitrice nel 2006.

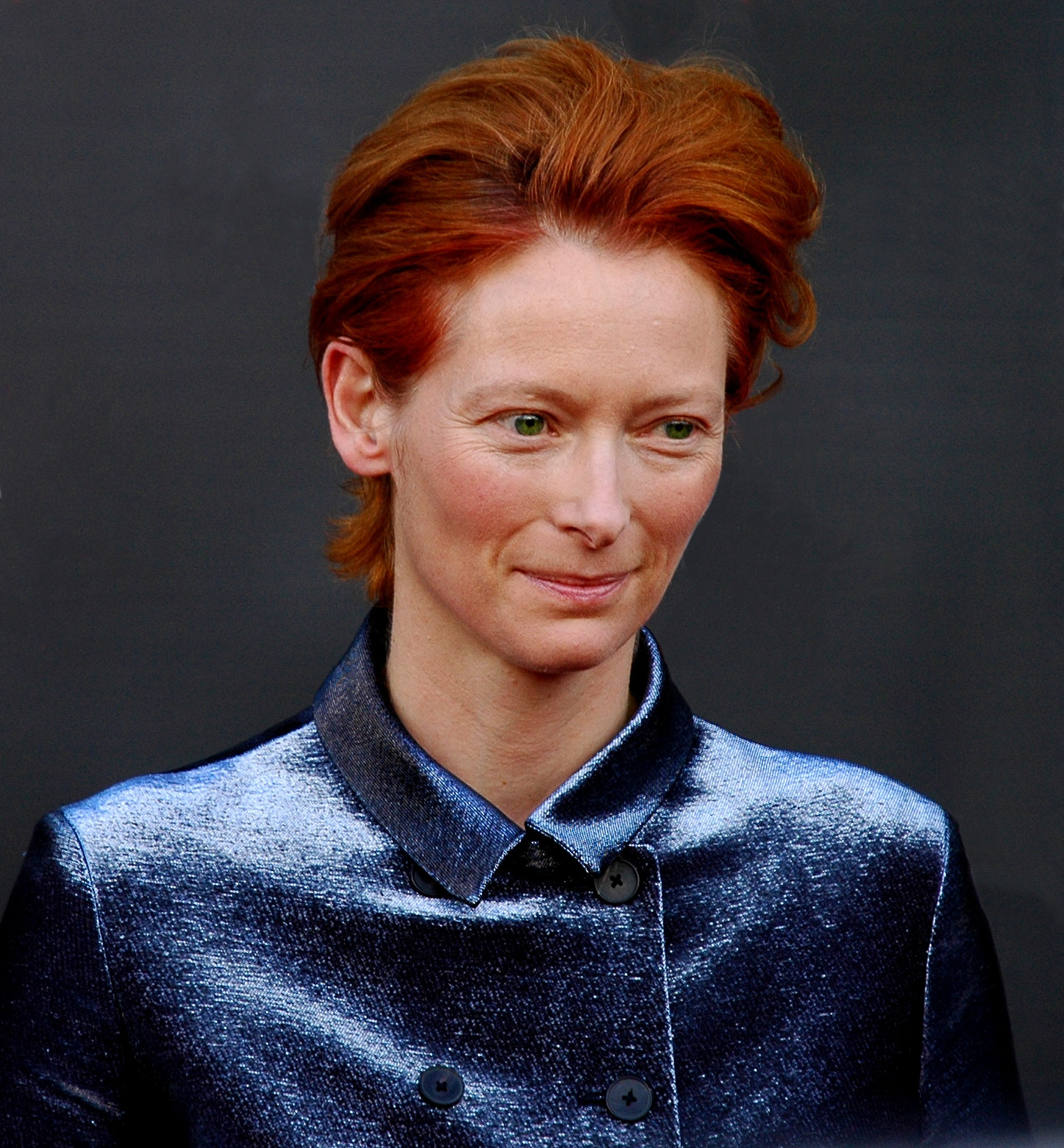
Tilda Swinton, vincitrice nel 2008.

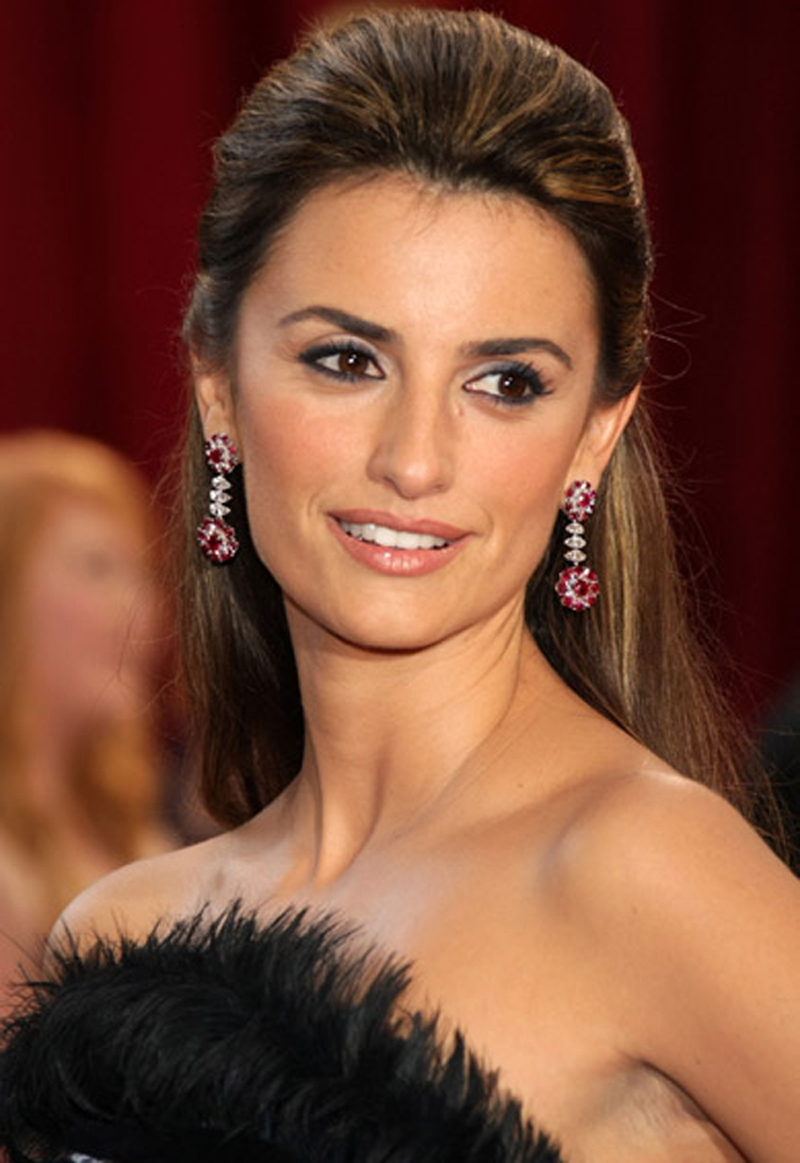
Penélope Cruz, vincitrice nel 2009.

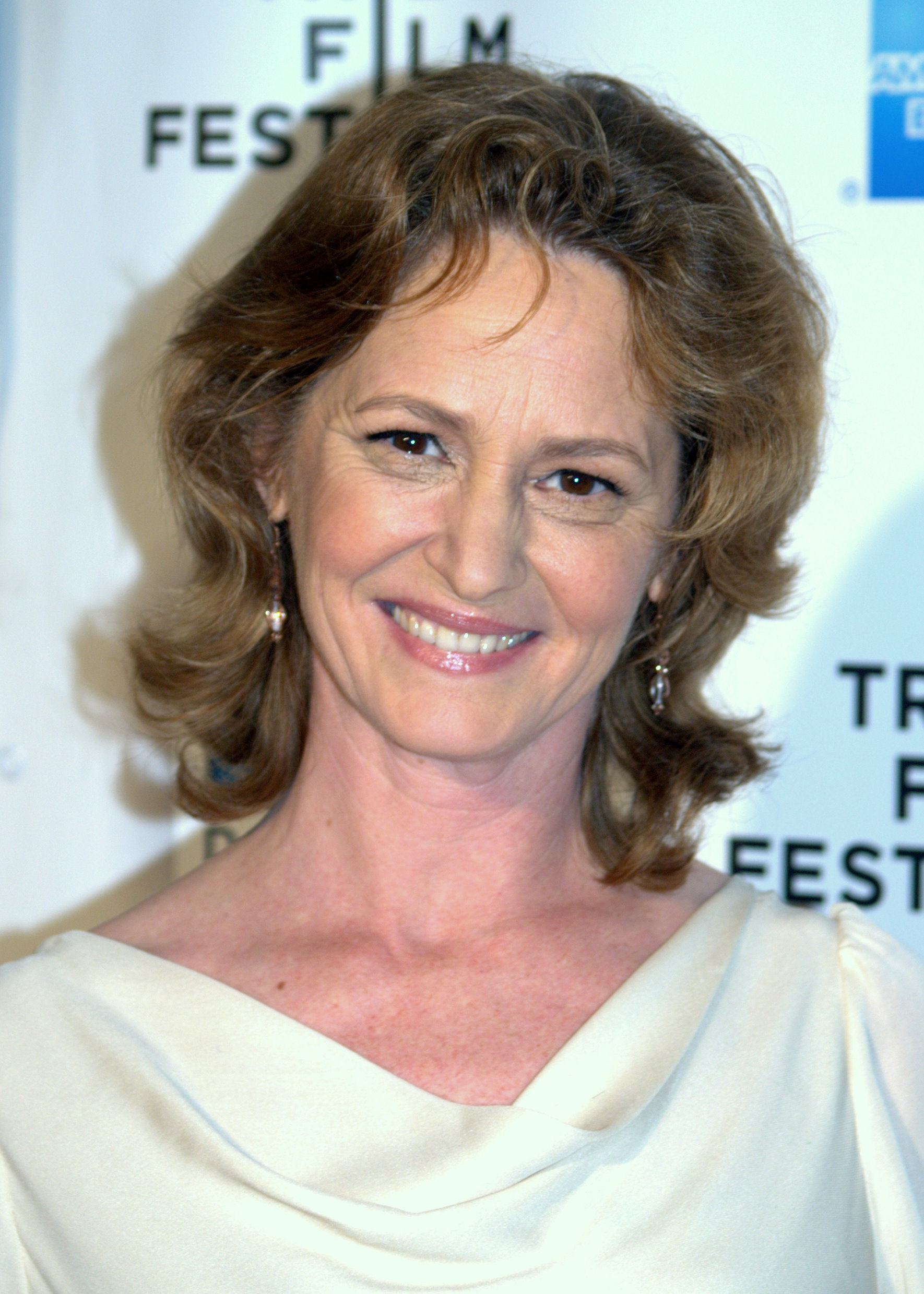
Melissa Leo, vincitrice nel 2011.

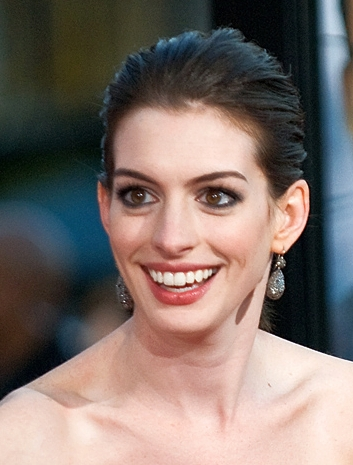
Anne Hathaway, vincitrice nel 2013.

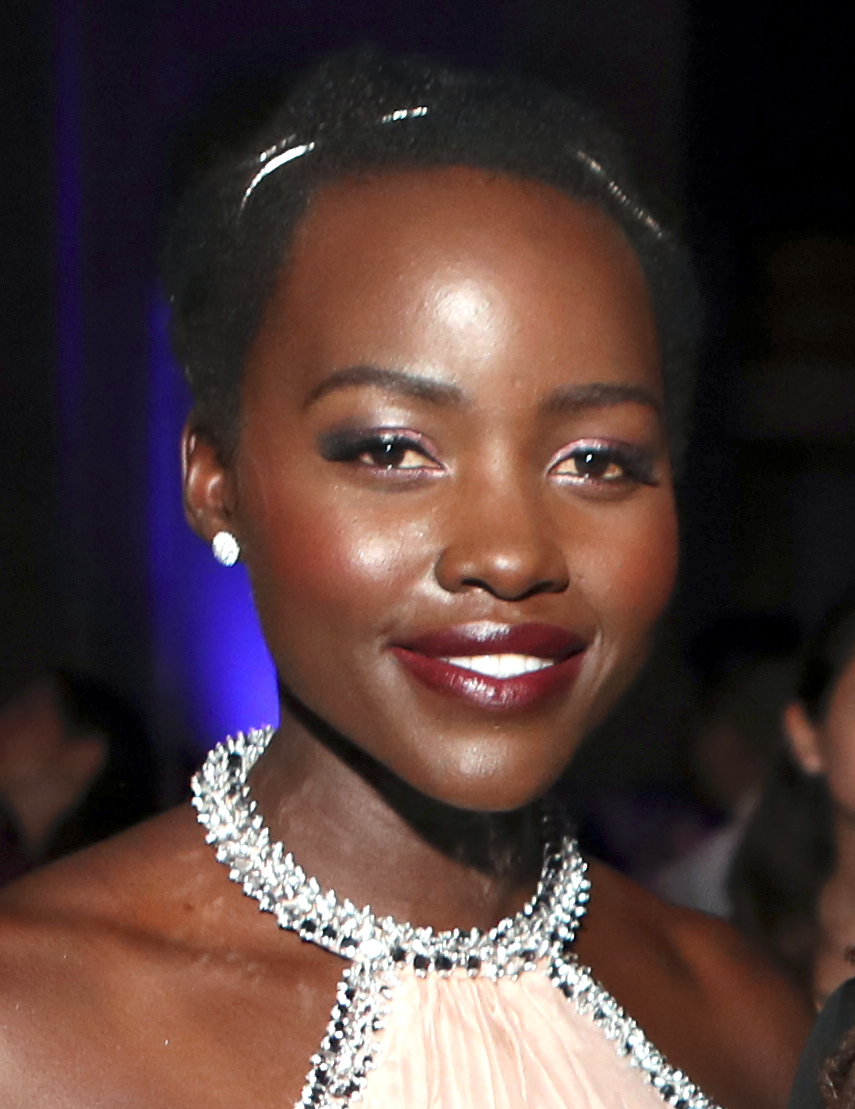
Lupita Nyong'o, vincitrice nel 2014.

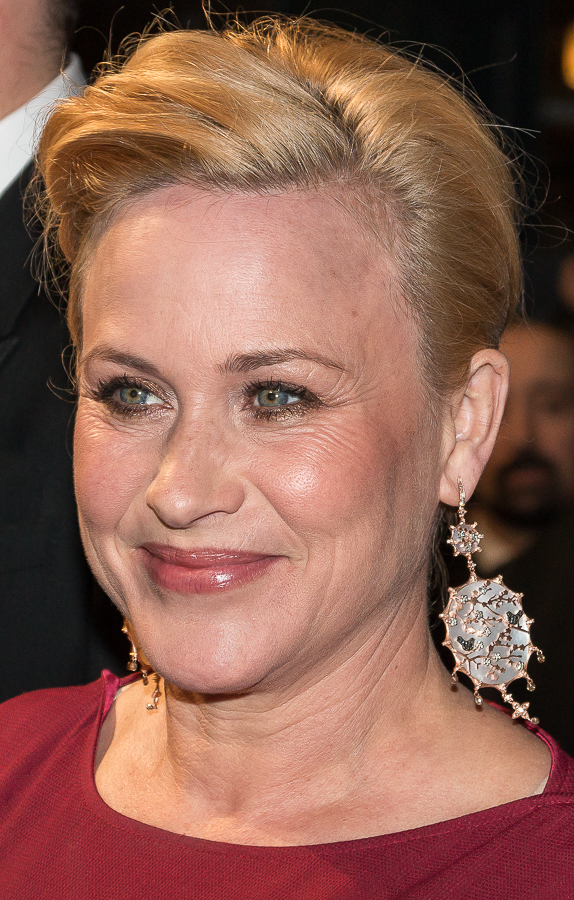
Patricia Arquette, vincitrice nel 2015.

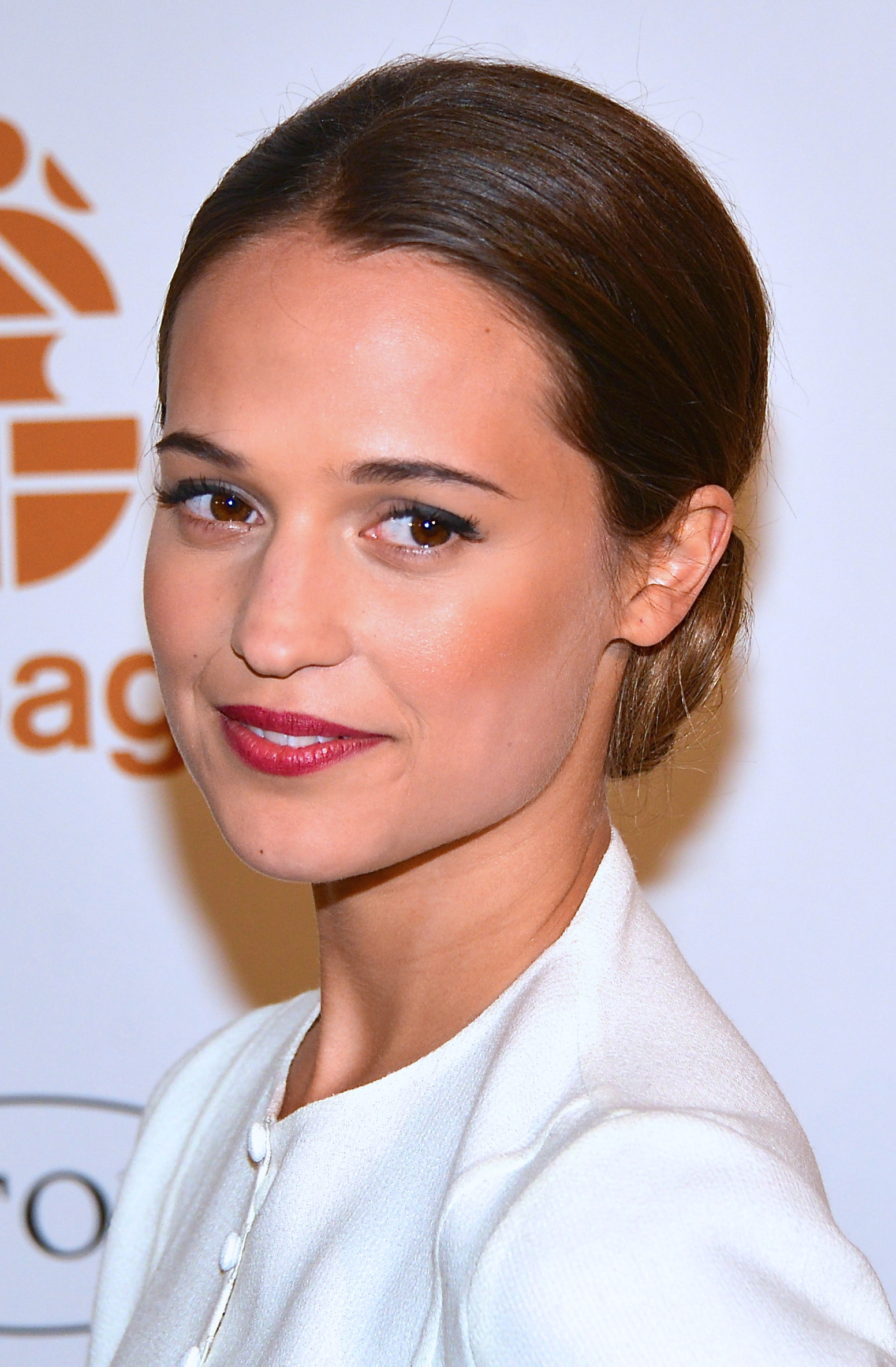
Alicia Vikander, vincitrice nel 2016.

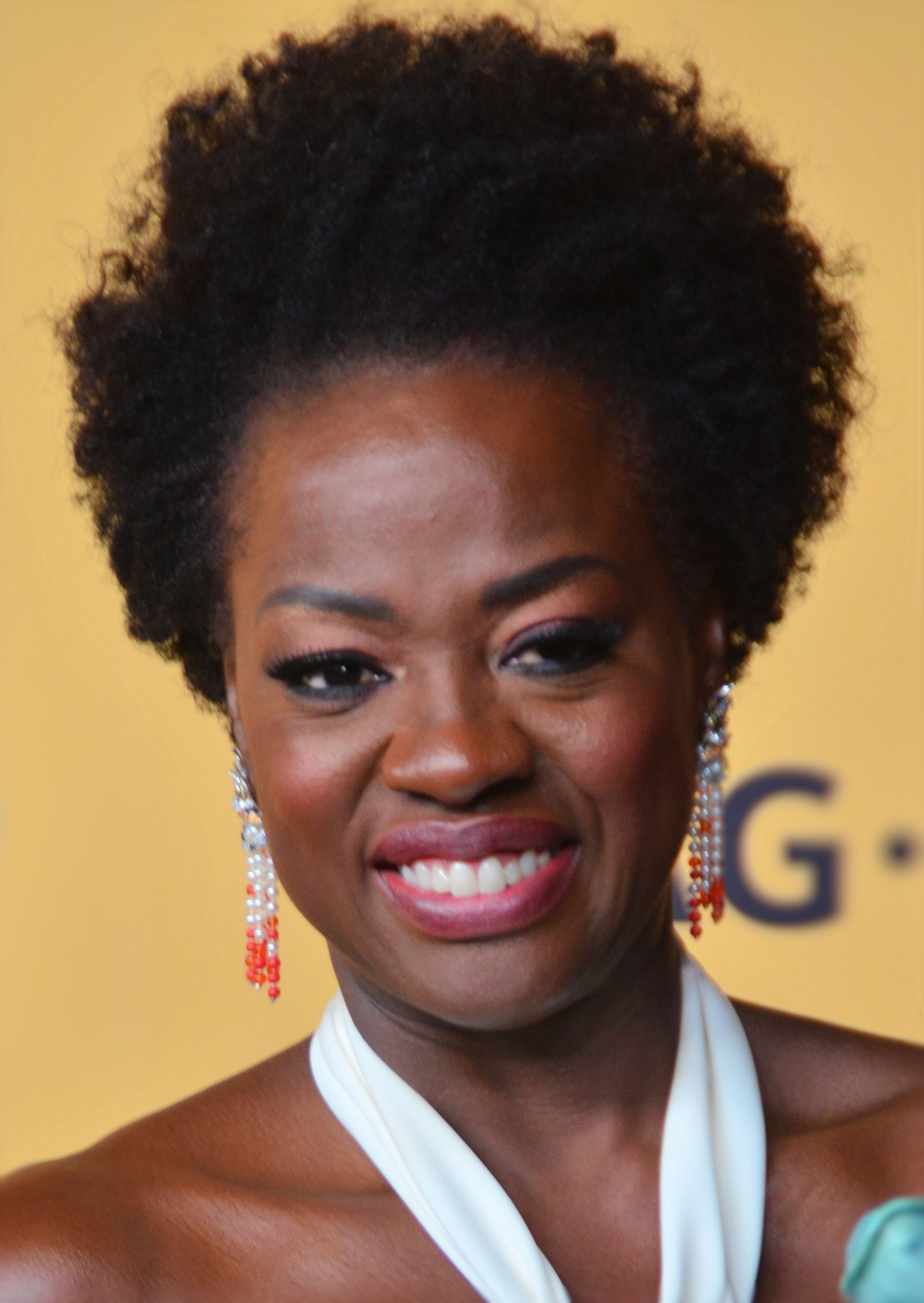
Viola Davis, vincitrice nel 2017.

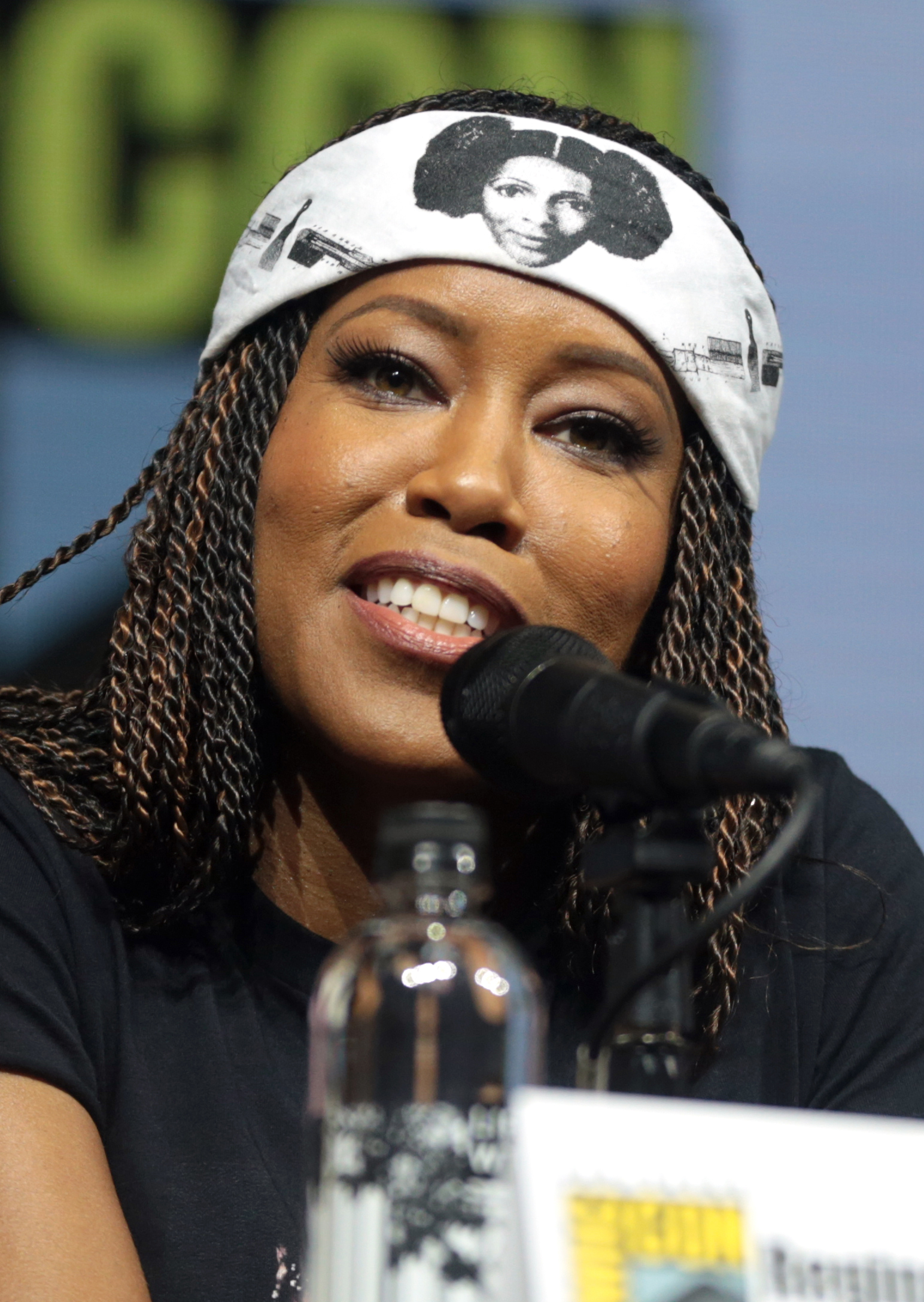
Regina King, vincitrice nel 2019.

  - Meryl Streep - Kramer contro Kramer (Kramer vs. Kramer)
  - Jane Alexander - Kramer contro Kramer (Kramer vs. Kramer)
  - Barbara Barrie - All American Boys (Breaking Away)
  - Candice Bergen - E ora: punto e a capo (Starting Over)
  - Mariel Hemingway - Manhattan
- 1981[45]
  - Mary Steenburgen - Una volta ho incontrato un miliardario (Melvin and Howard)
  - Eileen Brennan - Soldato Giulia agli ordini (Private Benjamin)
  - Eva Le Gallienne - Resurrection (Resurrection)
  - Cathy Moriarty - Toro scatenato (Raging Bull)
  - Diana Scarwid - I ragazzi del Max's bar (Inside Moves)
- 1982[46]
  - Maureen Stapleton - Reds
  - Melinda Dillon - Diritto di cronaca (Absence of Malice)
  - Jane Fonda - Sul lago dorato (On Golden Pond)
  - Joan Hackett - Solo quando rido (Only When I Laugh)
  - Elizabeth McGovern - Ragtime
- 1983[47]
  - Jessica Lange - Tootsie
  - Glenn Close - Il mondo secondo Garp (The World According to Garp)
  - Teri Garr - Tootsie
  - Kim Stanley - Frances
  - Lesley Ann Warren - Victor Victoria
- 1984[48]
  - Linda Hunt - Un anno vissuto pericolosamente (The Year of Living Dangerously)
  - Cher - Silkwood
  - Glenn Close - Il grande freddo (The Big Chill)
  - Amy Irving - Yentl
  - Alfre Woodard - La foresta silenziosa (Cross Creek)
- 1985[49]
  - Peggy Ashcroft - Passaggio in India (A Passage to India)
  - Glenn Close - Il migliore (The Natural)
  - Lindsay Crouse - Le stagioni del cuore (Places in the Heart)
  - Christine Lahti - Swing Shift - Tempo di swing (Swing Shift)
  - Geraldine Page - Il Papa del Greenwich Village (The Pope of Greenwich Village)
- 1986[50]
  - Anjelica Huston - L'onore dei Prizzi (Prizzi's Honor)
  - Margaret Avery - Il colore viola (The Color Purple)
  - Amy Madigan - Due volte nella vita (Twice in a Lifetime)
  - Meg Tilly - Agnese di Dio (Agnes of God)
  - Oprah Winfrey - Il colore viola (The Color Purple)
- 1987[51]
  - Dianne Wiest - Hannah e le sue sorelle (Hannah and Her Sisters)
  - Tess Harper - Crimini del cuore (Crimes of the Heart)
  - Piper Laurie - Figli di un dio minore (Children of a Lesser God)
  - Mary Elizabeth Mastrantonio - Il colore dei soldi (The Color of Money)
  - Maggie Smith - Camera con vista (A Room With a View)
- 1988[52]
  - Olympia Dukakis - Stregata dalla luna (Moonstruck)
  - Norma Aleandro - Gaby - Una storia vera (Gaby: A True Story)
  - Ann Sothern - Le balene d'agosto (The Whales of August)
  - Anne Archer - Attrazione fatale (Fatal Attraction)
  - Anne Ramsey - Getta la mamma dal treno (Throw Momma From The Train)
- 1989[53]
  - Geena Davis - Turista per caso (The Accidental Tourist)
  - Joan Cusack - Una donna in carriera (Working Girl)
  - Frances McDormand - Mississippi Burning - Le radici dell'odio (Mississippi Burning)
  - Michelle Pfeiffer - Le relazioni pericolose (Dangerous Liaisons)
  - Sigourney Weaver - Una donna in carriera (Working Girl)

### 1990
- 1990[54]
  - Brenda Fricker - Il mio piede sinistro (My Left Foot)
  - Anjelica Huston - Nemici, una storia d'amore (Enemies: A Love Story)
  - Lena Olin - Nemici, una storia d'amore (Enemies: A Love Story)
  - Julia Roberts - Fiori d'acciaio (Steel Magnolias)
  - Dianne Wiest - Parenti, amici e tanti guai (Parenthood)
- 1991[55]
  - Whoopi Goldberg - Ghost - Fantasma (Ghost)
  - Annette Bening - Rischiose abitudini (The Grifters)
  - Lorraine Bracco - Quei bravi ragazzi (Goodfellas)
  - Diane Ladd - Cuore selvaggio (Wild at Heart)
  - Mary McDonnell - Balla coi lupi (Dances With Wolves)
- 1992[56]
  - Mercedes Ruehl - La leggenda del re pescatore (The Fisher King)
  - Diane Ladd - Rosa Scompiglio e i suoi amanti (Rambling Rose)
  - Juliette Lewis - Cape Fear - Il promontorio della paura (Cape Fear)
  - Kate Nelligan - Il principe delle maree (The Prince of Tides)
  - Jessica Tandy - Pomodori verdi fritti alla fermata del treno (Fried Green Tomatoes)
- 1993[57]
  - Marisa Tomei - Mio cugino Vincenzo (My Cousin Vinny)
  - Judy Davis - Mariti e mogli (Husbands and Wives)
  - Joan Plowright - Un incantevole aprile (Enchanted April)
  - Vanessa Redgrave - Casa Howard (Howards End)
  - Miranda Richardson - Il danno (Damage)
- 1994[58]
  - Anna Paquin - Lezioni di piano (The Piano)
  - Holly Hunter - Il socio (The Firm)
  - Rosie Perez - Fearless - Senza paura (Fearless)
  - Winona Ryder - L'età dell'innocenza (The Age of Innocence)
  - Emma Thompson - Nel nome del padre (In the Name of the Father)
- 1995[59]
  - Dianne Wiest - Pallottole su Broadway (Bullets Over Broadway)
  - Rosemary Harris - Tom & Viv - Nel bene, nel male, per sempre (Tom & Viv)
  - Helen Mirren - La pazzia di Re Giorgio (The Madness of King George)
  - Uma Thurman – Pulp Fiction
  - Jennifer Tilly - Pallottole su Broadway (Bullets Over Broadway)
- 1996[60]
  - Mira Sorvino - La dea dell'amore (Mighty Aphrodite)
  - Joan Allen - Gli intrighi del potere - Nixon (Nixon)
  - Kathleen Quinlan - Apollo 13
  - Mare Winningham - Georgia
  - Kate Winslet - Ragione e sentimento (Sense and Sensibility)
- 1997[61]
  - Juliette Binoche - Il paziente inglese (The English Patient)
  - Joan Allen - La seduzione del male (The Crucible)
  - Lauren Bacall - L'amore ha due facce (The Mirror Has Two Faces)
  - Barbara Hershey - Ritratto di signora (The Portrait of a Lady)
  - Marianne Jean-Baptiste - Segreti e bugie (Secrets and Lies)
- 1998[62]
  - Kim Basinger - L.A. Confidential
  - Joan Cusack - In & Out
  - Minnie Driver - Will Hunting - Genio ribelle (Good Will Hunting)
  - Julianne Moore - Boogie Nights - L'altra Hollywood (Boogie Nights)
  - Gloria Stuart - Titanic
- 1999[63]
  - Judi Dench - Shakespeare in Love
  - Kathy Bates - I colori della vittoria (Primary Colors)
  - Brenda Blethyn - Little Voice - È nata una stella (Little Voice)
  - Rachel Griffiths - Hilary e Jackie (Hilary and Jackie)
  - Lynn Redgrave - Demoni e dei (Gods and Monsters)

### 2000
- 2000[64]
  - Angelina Jolie - Ragazze interrotte (Girl, Interrupted)
  - Toni Collette - The Sixth Sense - Il sesto senso (The Sixth Sense)
  - Catherine Keener - Essere John Malkovich (Being John Malkovich)
  - Samantha Morton - Accordi e disaccordi (Sweet and Lowdown)
  - Chloë Sevigny - Boys Don't Cry
- 2001[65]
  - Marcia Gay Harden - Pollock
  - Judi Dench - Chocolat
  - Kate Hudson - Quasi famosi (Almost Famous)
  - Frances McDormand - Quasi famosi (Almost Famous)
  - Julie Walters - Billy Elliot
- 2002[66]
  - Jennifer Connelly - A Beautiful Mind
  - Helen Mirren - Gosford Park
  - Maggie Smith - Gosford Park
  - Marisa Tomei - In the Bedroom
  - Kate Winslet - Iris - Un amore vero (Iris)
- 2003[67]
  - Catherine Zeta-Jones - Chicago
  - Kathy Bates - A proposito di Schmidt (About Schmidt)
  - Queen Latifah - Chicago
  - Julianne Moore - The Hours
  - Meryl Streep - Il ladro di orchidee (Adaptation.)
- 2004[68]
  - Renée Zellweger - Ritorno a Cold Mountain (Cold Mountain)
  - Shohreh Aghdashloo - La casa di sabbia e nebbia (House of Sand and Fog)
  - Patricia Clarkson - Schegge di April (Pieces of April)
  - Marcia Gay Harden - Mystic River
  - Holly Hunter - Thirteen - 13 anni (Thirteen)
- 2005[69]
  - Cate Blanchett - The Aviator
  - Laura Linney - Kinsey
  - Virginia Madsen - Sideways - In viaggio con Jack (Sideways)
  - Sophie Okonedo - Hotel Rwanda
  - Natalie Portman - Closer
- 2006[70]
  - Rachel Weisz - The Constant Gardener - La cospirazione (The Constant Gardener)
  - Amy Adams - Junebug
  - Catherine Keener - Truman Capote - A sangue freddo (Capote)
  - Frances McDormand - North Country - Storia di Josey (North Country)
  - Michelle Williams - I segreti di Brokeback Mountain (Brokeback Mountain)
- 2007[71]
  - Jennifer Hudson - Dreamgirls
  - Adriana Barraza - Babel
  - Cate Blanchett - Diario di uno scandalo (Notes on a Scandal)
  - Abigail Breslin - Little Miss Sunshine
  - Rinko Kikuchi - Babel
- 2008[72]
  - Tilda Swinton - Michael Clayton
  - Cate Blanchett - Io non sono qui (I'm Not There)
  - Ruby Dee - American Gangster
  - Saoirse Ronan - Espiazione (Atonement)
  - Amy Ryan - Gone Baby Gone
- 2009[73]
  - Penélope Cruz - Vicky Cristina Barcelona
  - Amy Adams - Il dubbio (Doubt)
  - Viola Davis - Il dubbio (Doubt)
  - Taraji P. Henson - Il curioso caso di Benjamin Button (The Curious Case of Benjamin Button)
  - Marisa Tomei - The Wrestler

### 2010
- 2010[74]
  - Mo'Nique - Precious
  - Penélope Cruz - Nine
  - Vera Farmiga - Tra le nuvole (Up in the Air)
  - Maggie Gyllenhaal - Crazy Heart
  - Anna Kendrick - Tra le nuvole (Up in the Air)
- 2011[75]
  - Melissa Leo - The Fighter
  - Amy Adams - The Fighter
  - Helena Bonham Carter - Il discorso del re (The King's Speech)
  - Hailee Steinfeld - Il Grinta (True Grit)
  - Jacki Weaver - Animal Kingdom
- 2012[76]
  - Octavia Spencer - The Help
  - Bérénice Bejo - The Artist
  - Jessica Chastain - The Help
  - Melissa McCarthy - Le amiche della sposa (Bridesmaids)
  - Janet McTeer - Albert Nobbs
- 2013[77]
  - Anne Hathaway - Les Misérables
  - Amy Adams - The Master
  - Sally Field - Lincoln
  - Helen Hunt - The Sessions - Gli incontri (The Sessions)
  - Jacki Weaver - Il lato positivo - Silver Linings Playbook (Silver Linings Playbook)
- 2014[78]
  - Lupita Nyong'o - 12 anni schiavo (12 Years a Slave)
  - Sally Hawkins - Blue Jasmine
  - Jennifer Lawrence - American Hustle - L'apparenza inganna (American Hustle)
  - Julia Roberts - I segreti di Osage County (August: Osage Country) 
  - June Squibb - Nebraska
- 2015[79]
  - Patricia Arquette - Boyhood
  - Laura Dern - Wild
  - Keira Knightley - The Imitation Game
  - Emma Stone - Birdman
  - Meryl Streep - Into the Woods
- 2016[80]
  - Alicia Vikander - The Danish Girl
  - Jennifer Jason Leigh - The Hateful Eight
  - Rooney Mara - Carol
  - Rachel McAdams - Il caso Spotlight (Spotlight)
  - Kate Winslet - Steve Jobs
- 2017[81]
  - Viola Davis - Barriere (Fences)
  - Naomie Harris - Moonlight
  - Nicole Kidman - Lion - La strada verso casa (Lion)
  - Octavia Spencer - Il diritto di contare (Hidden Figures)
  - Michelle Williams - Manchester by the Sea
- 2018[82]
  - Allison Janney - Tonya (I, Tonya)
  - Mary J. Blige - Mudbound
  - Lesley Manville - Il filo nascosto (Phantom Thread)
  - Laurie Metcalf - Lady Bird
  - Octavia Spencer - La forma dell'acqua - The Shape of Water (The Shape of Water)
- 2019[83]
  - Regina King - Se la strada potesse parlare (If Beale Street Could Talk)
  - Amy Adams - Vice - L'uomo nell'ombra (Vice)
  - Marina de Tavira - Roma
  - Emma Stone - La favorita (The Favourite)
  - Rachel Weisz - La favorita (The Favourite)

### 2020
- 2020[84]

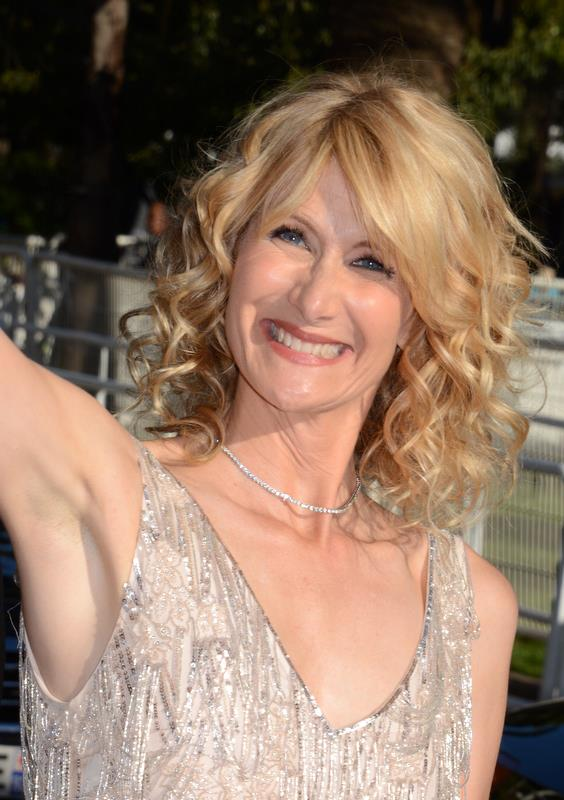
Laura Dern, vincitrice nel 2020.

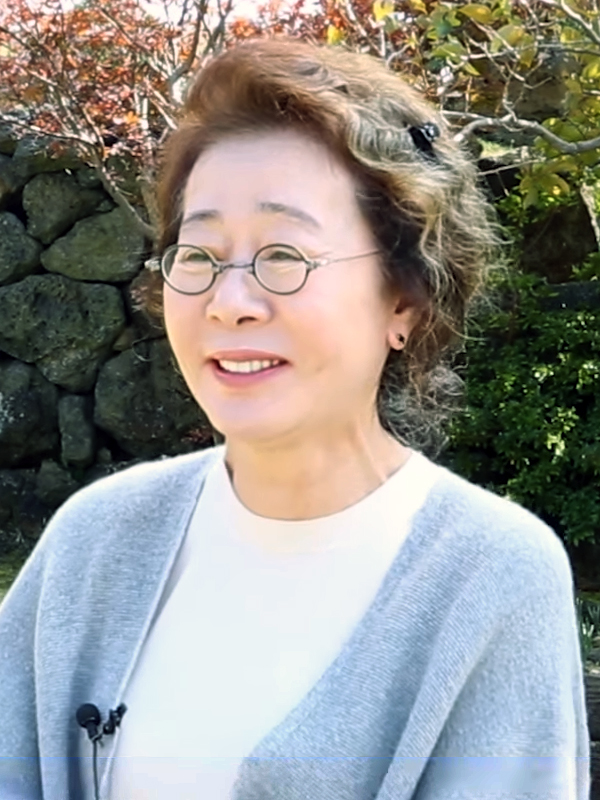
Youn Yuh-jung, vincitrice nel 2021.

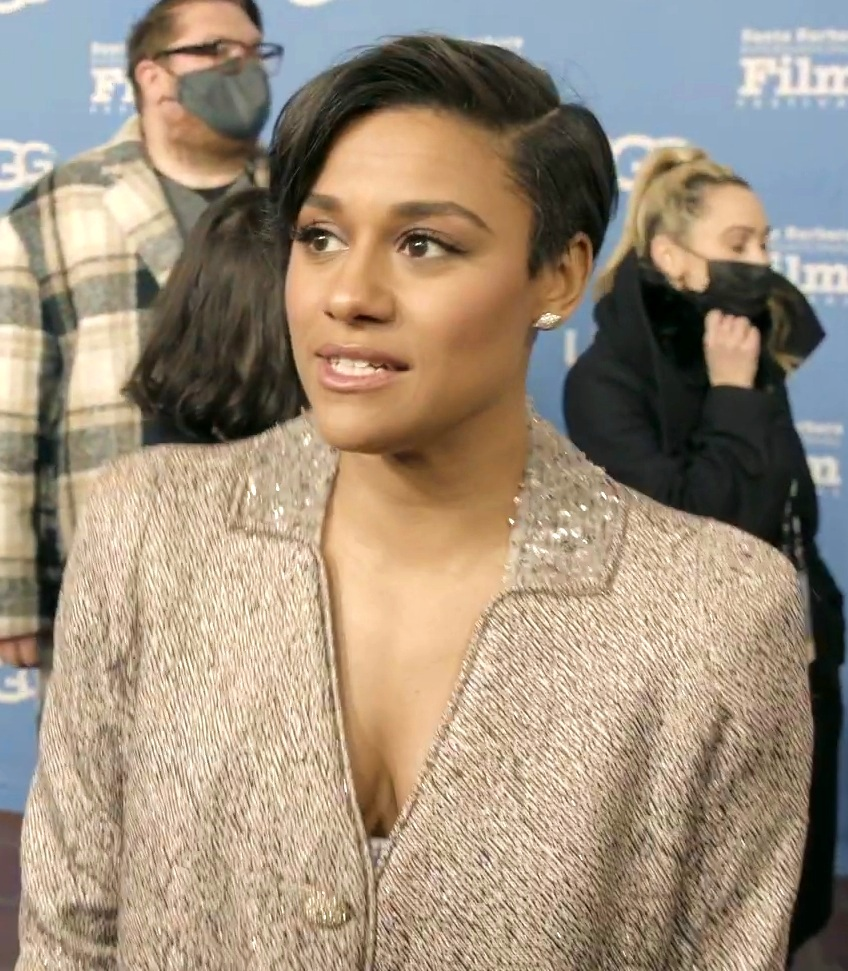
Ariana DeBose, vincitrice nel 2022.

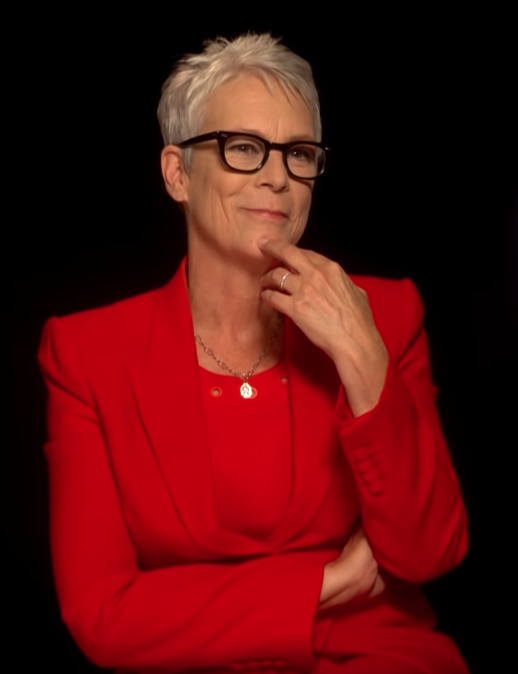
Jamie Lee Curtis, vincitrice nel 2023.

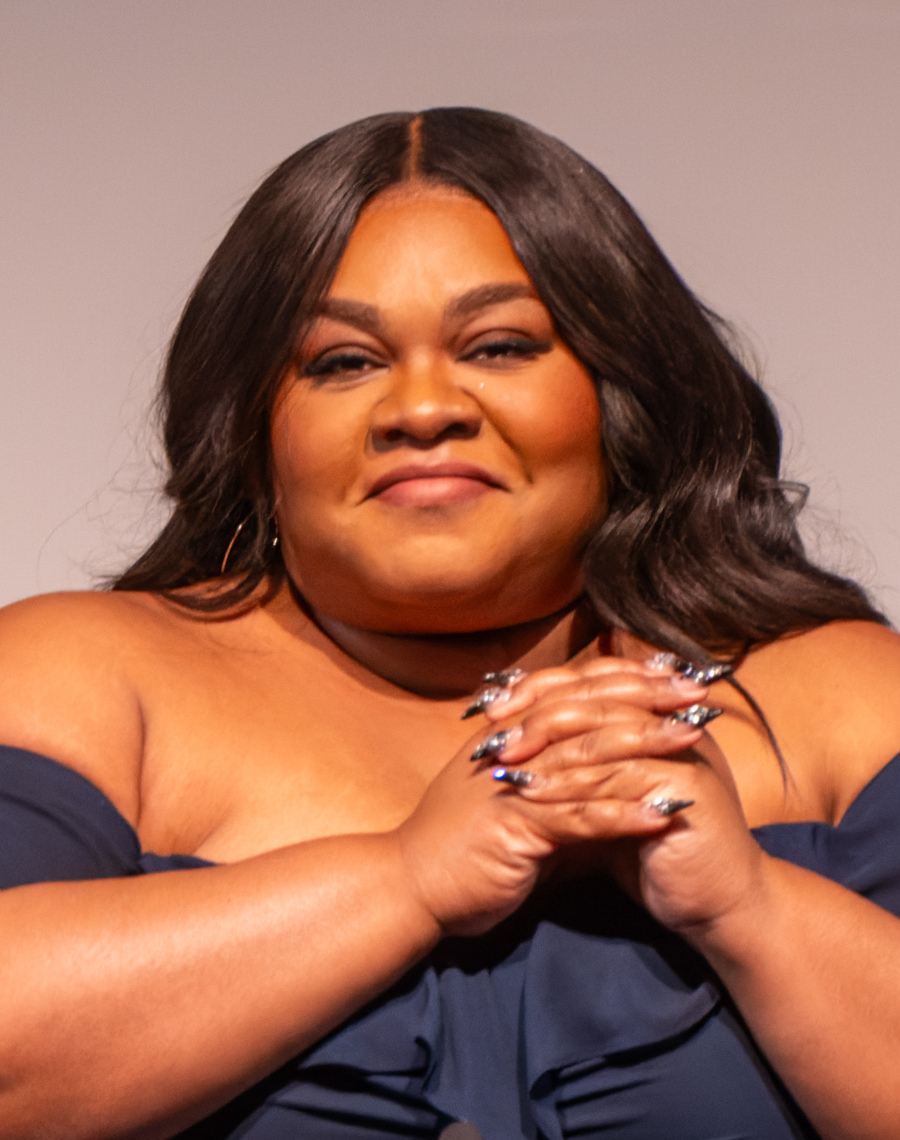
Da'Vine Joy Randolph, vincitrice nel 2024.

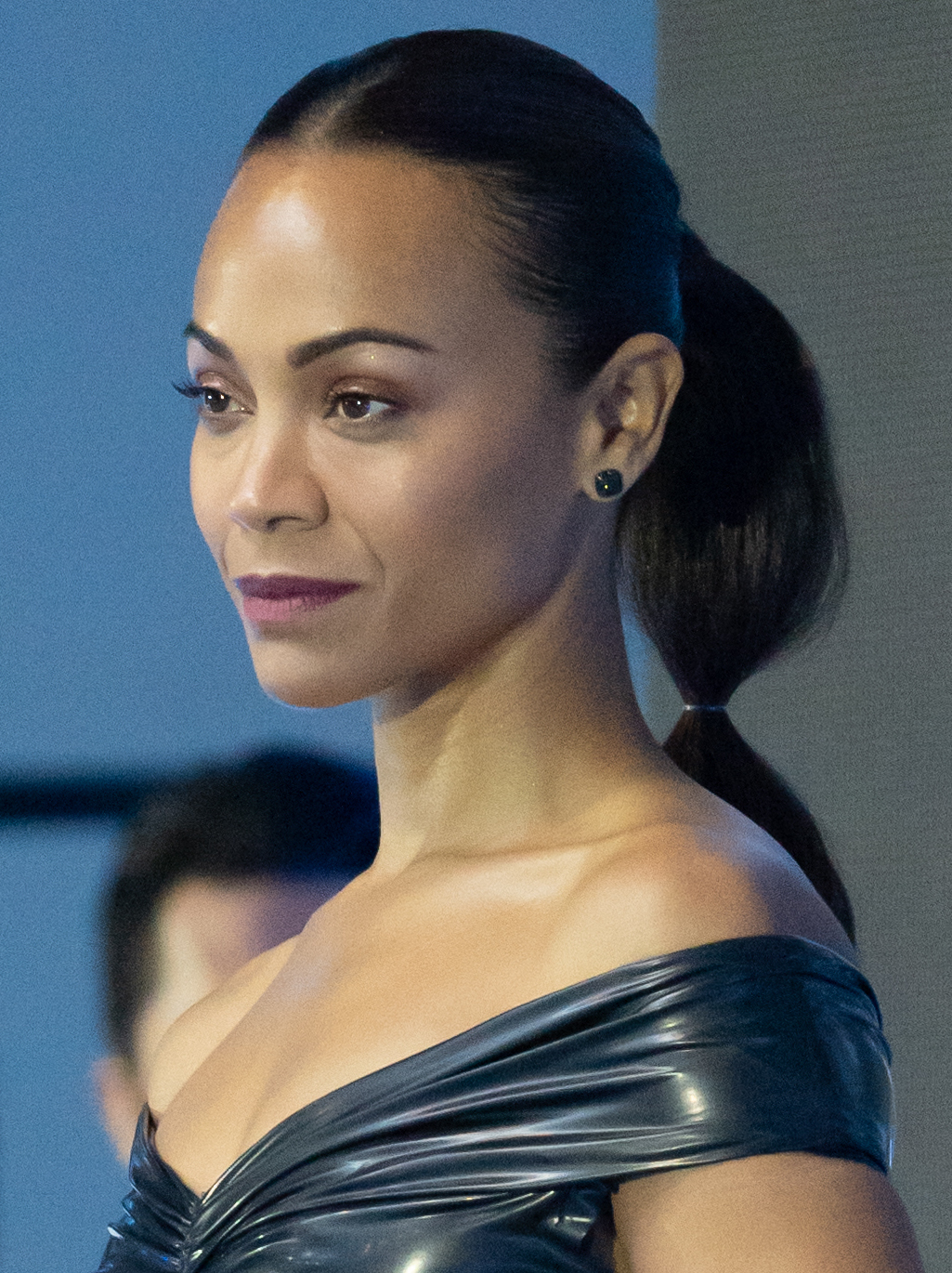
Zoe Saldana, vincitrice nel 2025.

  - Laura Dern - Storia di un matrimonio (Marriage Story)
  - Kathy Bates - Richard Jewell
  - Scarlett Johansson - Jojo Rabbit
  - Florence Pugh - Piccole donne (Little Women)
  - Margot Robbie - Bombshell - La voce dello scandalo (Bombshell)
- 2021[85]
  - Youn Yuh-jung - Minari
  - Maria Bakalova - Borat - Seguito di film cinema (Borat Subsequent Moviefilm: Delivery of Prodigious Birbe to American Regime for Make Benefit Once Glorious Nation of Kazakhstan)
  - Glenn Close - Elegia americana (Hillbilly Elegy)
  - Olivia Colman - The Father - Nulla è come sembra (The Father)
  - Amanda Seyfried - Mank
- 2022[86]
  - Ariana DeBose - West Side Story
  - Jessie Buckley - La figlia oscura (The Lost Daughter)
  - Judi Dench - Belfast
  - Kirsten Dunst - Il potere del cane (The Power of the Dog)
  - Aunjanue Ellis - Una famiglia vincente - King Richard (King Richard)
- 2023[87]
  - Jamie Lee Curtis - Everything Everywhere All at Once
  - Angela Bassett - Black Panther: Wakanda Forever
  - Hong Chau - The Whale
  - Kerry Condon - Gli spiriti dell'isola (The Banshees of Inisherin)
  - Stephanie Hsu - Everything Everywhere All at Once
- 2024[88]
  - Da'Vine Joy Randolph - The Holdovers - Lezioni di vita (The Holdovers)
  - Emily Blunt - Oppenheimer
  - Danielle Brooks - Il colore viola (The Color Purple)
  - America Ferrera - Barbie
  - Jodie Foster - Nyad - Oltre l'oceano (Nyad)
- 2025
  - Zoe Saldana - Emilia Pérez
  - Monica Barbaro - A Complete Unknown
  - Ariana Grande - Wicked
  - Felicity Jones - The Brutalist
  - Isabella Rossellini - Conclave

## Statistiche

### Attrici con due o più premi in questa categoria
- 2 - Dianne Wiest
- 2 - Shelley Winters

### Attrici con quattro o più candidature in questa categoria
- 6 - Thelma Ritter
- 5 - Amy Adams
- 4 - Ethel Barrymore
- 4 - Glenn Close
- 4 - Lee Grant
- 4 - Agnes Moorehead
- 4 - Geraldine Page
- 4 - Maggie Smith
- 4 - Maureen Stapleton
- 4 - Meryl Streep

### Vincitrici per nazionalità
| Nazione       | Attrici | Totale |
| ------------- | ------- | ------ |
| Stati Uniti   | 63      | 65     |
| Regno Unito   | 9       | 9      |
| Francia       | 2       | 2      |
| Svezia        | 2       | 2      |
| Australia     | 1       | 1      |
| Corea del Sud | 1       | 1      |
| Galles        | 1       | 1      |
| Giappone      | 1       | 1      |
| Grecia        | 1       | 1      |
| Irlanda       | 1       | 1      |
| Kenya         | 1       | 1      |
| Nuova Zelanda | 1       | 1      |
| Porto Rico    | 1       | 1      |
| Spagna        | 1       | 1      |